# Старобільськ
Старобі́льськ (первинна назва — Стара Біла) — місто в Україні, адміністративний центр Старобільської міської громади Старобільського району Луганської області.  Розташоване на лівому березі річки Айдар. Засноване на території Острогозького полку Слобідської України. Місто Старобільськ окуповано російською федерацією на початку війни 2022 року росії проти України, з березня 2022 збройні сили РФ взяли під контроль українське місто Старобільськ...вже 4 рік багато сімей розірвані і не можуть побачити  і обійняти один одного....

## Гідрографія
Місто розташоване переважно на лівому березі річки Айдар, у яку впадає права притока Біла.

## Історія

### Доба козаччини
Слобода Більська заснована 1686 українськими козаками однойменного містечка Полтавщини на території Острогозького Слобідського полку. Згодом її перейменували на повітове місто Старобільске. Із 1730-х селище називається Стара Біла. 1797 перейменоване на місто Старобільськ, повітовий центр Слобідсько-Української, з 1834 — Харківської губернії. Статус міста має з 1797 року.

Карта Старобільська (1877)
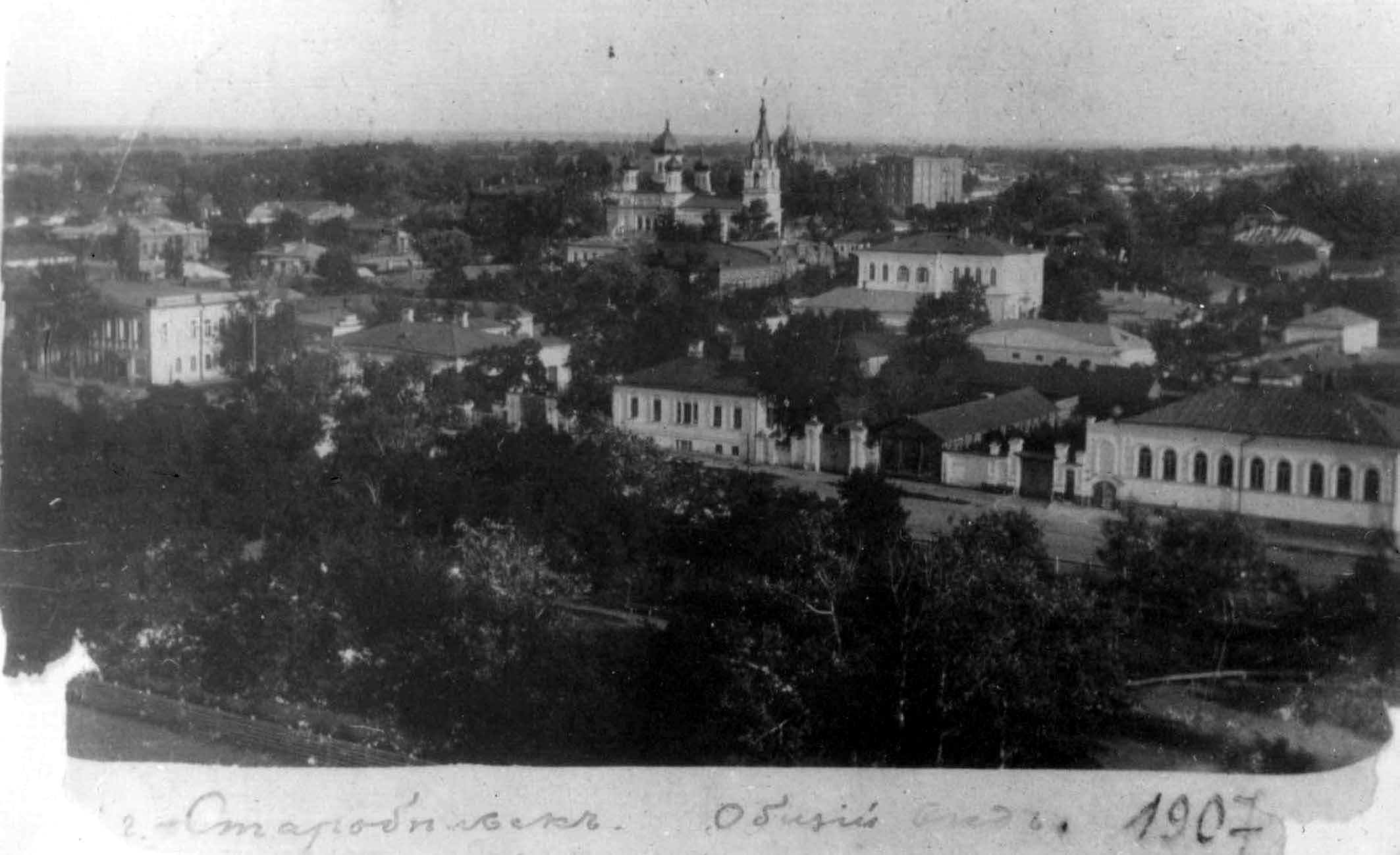
Старобільськ (1907)
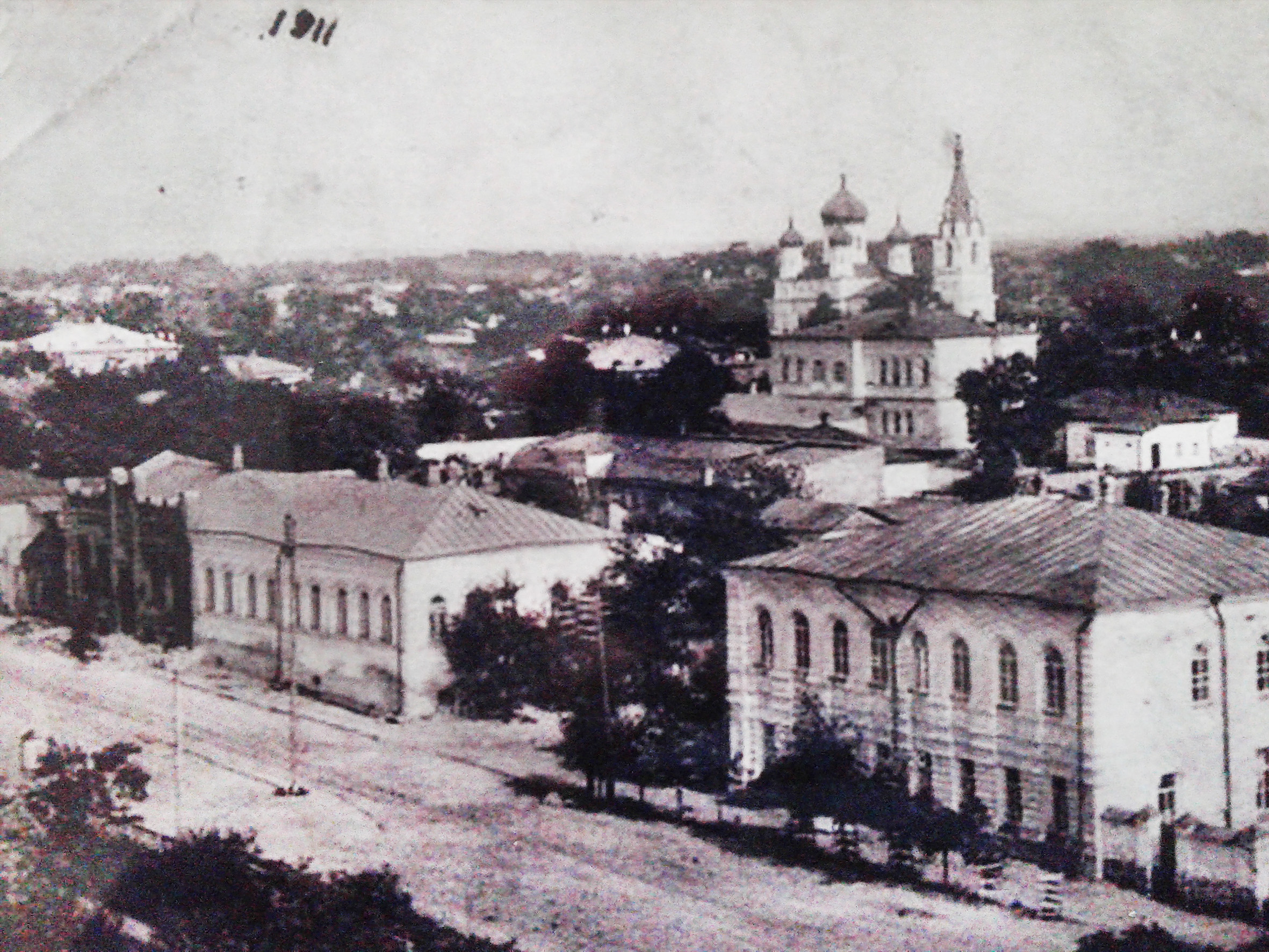
Старобільськ (1911)
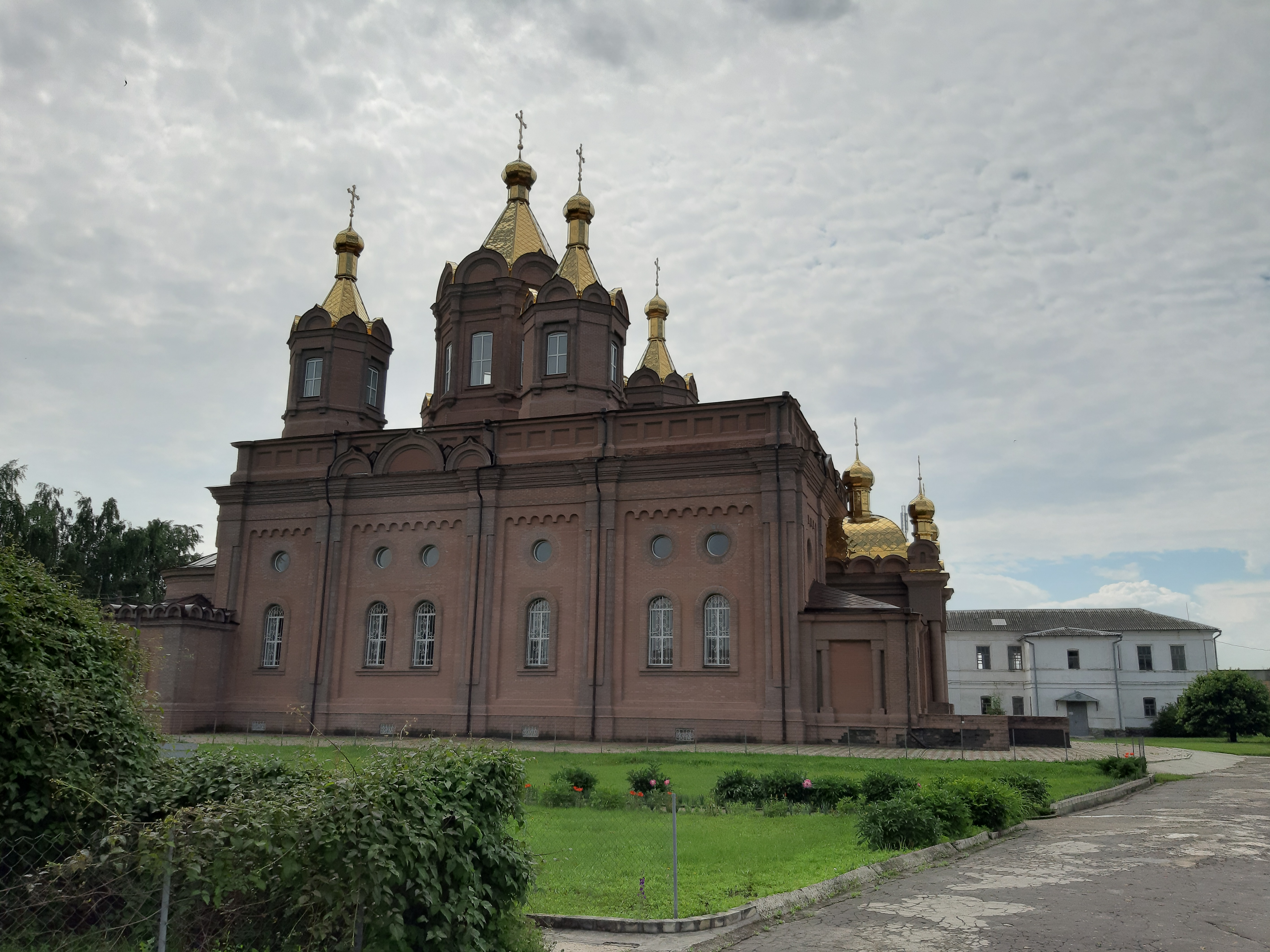
Жіночий монастир «Всіх скорботних радостей»

1802 року Старобільськ відійшов до Воронезької губернії, а від 1824 року — знову до Харківської. Населення міста Старобільськ, за даними загального перепису 1897 року, становило 13 123 осіб. До Старобільська примикають слободи Піщане, Заєрчанівська (Заєрок).

### Епоха УНР та комуністична присутність
У 1918 році Старобільськ став ареною боїв між військами Директорії УНР та Донськими козаками отамана Краснова:
(рос.)
…А на границе с Украиной молодые казаки, только что обученные в Персиановке, под Новочеркасском, призванные под знамёна, дрались с петлюровцами. Почти половина заново сколоченного 12-го Донского казачьего полка легла под Старобельском, завоёвывая области лишний кус украинской территории. (М. Шолохов, «Тихий Дон»)
У 1918–1921 та 1929–1930 роках Старобільськ був центром повстанського руху на півночі Луганщини.
Під час організованого радянською владою Голодомору 1932—1933 років померло щонайменше від 409 до 428 жителів міста.

### Друга світова війна
У 1939–1940 роках біля міста існував табір для польських полонених, майже 4000 поляків були замордовані у квітні і травні 1940 року радянськими спецслужбами в Харкові, поховані в П'ятихатках. 48 поляків померли в таборі й були поховані на старому міському цвинтарі.
Старобільськ був столицею Радянської України протягом декількох днів під час війни.

### Після Другої світової до незалежності України
На 1975 рік в місті мешкало 22 700 осіб.

### Російсько-українська війна
7 травня 2014 року в Старобільську пройшов проросійський мітинг, але проросійські сили не змогли закріпитися у місті. На кілька днів з адміністрації було зірвано прапор України за присутності бойовика Олексія Мозгового і повішено прапор ЛНР. 11 травня бойовики провели у місті невизнаний референдум. 13 травня місцеві мешканці зняли прапор ЛНР і повернули український, а 15 травня до міста зайшов добровольчий батальйон «Айдар».
22 травня в Старобільську відбулася перша операція батальйону «Айдар». Група добровольців з Луганська, Ровеньків, Антрацита й патріотів з інших регіонів України розгромила і взяла в полон проросійських бойовиків, які впродовж кількох днів блокували пересування української військової техніки в бік Луганська.
2 жовтня 2014 року в Старобільську відбулася панахида за загиблими бійцями 80-ї аеромобільної бригади. Голова Луганської ОДА Геннадій Москаль попросив на колінах у загиблих пробачення від української влади:
| «Простіть нас, що з вами сьогодні нема ваших матерів, ваших батьків, ваших дітей, ваших сестер. Простіть нас за те, що державні інституції не змогли закупити реактиви, щоб зробити аналіз ДНК і встановити кожну особу. Це наша провина, і думаю, прийде час, і ті, хто припустився цієї помилки, будуть покарані, і батьки нарешті зможуть забрати своїх синів і поховати у себе на батьківщині». |

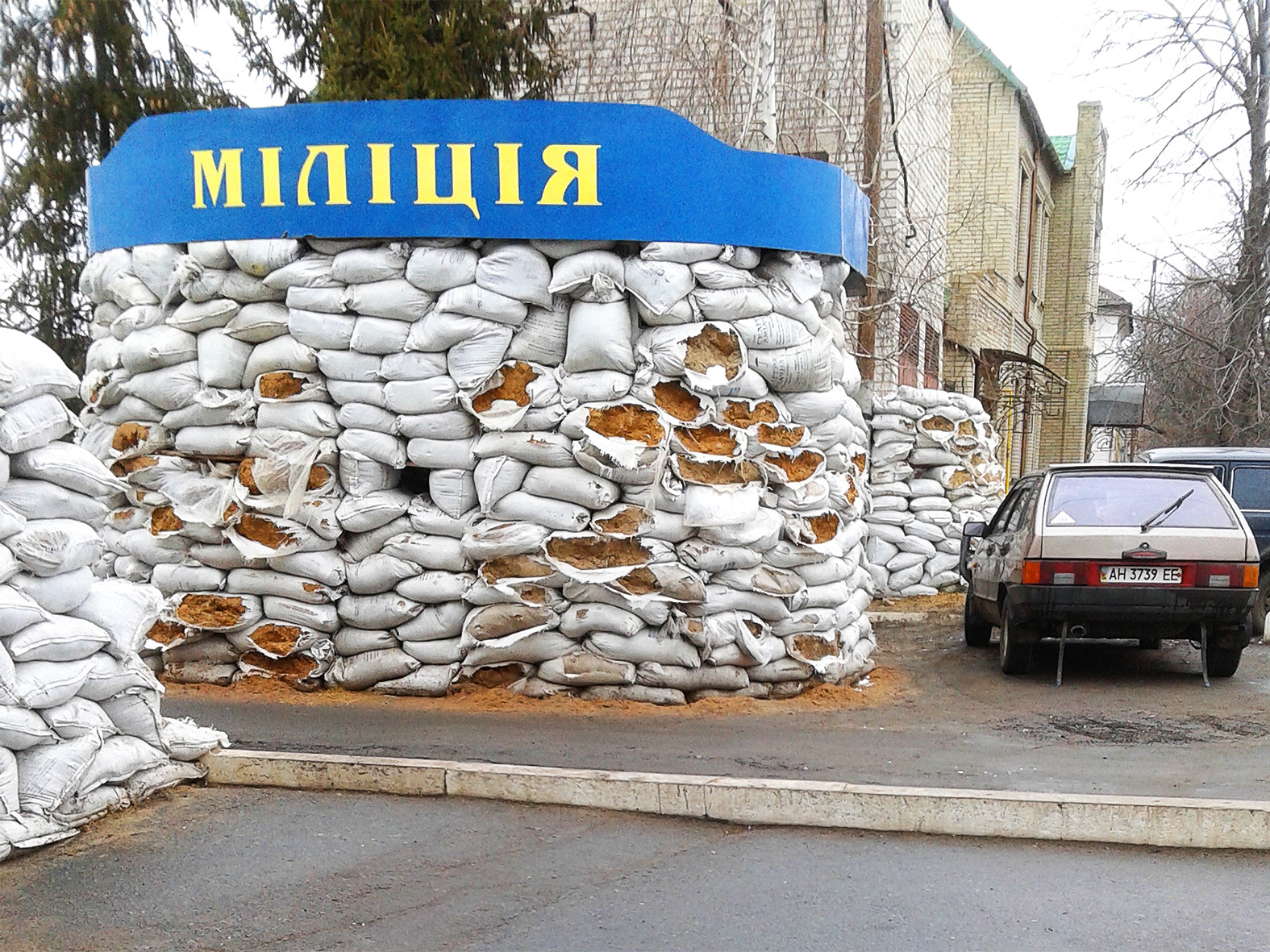
Барикади біля старобільського райвідділу міліції

Бійці 80-ї аеромобільної бригади та батальйону «Айдар» 5 вересня потрапили у засідку між селищем Металіст і містом Щастя. Упізнані тіла загиблих відправили додому; 28 неідентифікованих тіл військових поховали у Старобільську.
У вересні 2014, на прохання академічного товариства, до Старобільська евакуювали Луганський національний університет імені Тараса Шевченка.
28 грудня в місті невідомі особи влаштували теракт — на вулиці Урицького в сміттєвому контейнері спрацював вибуховий пристрій, у той час поруч знаходилися 53-річний військовослужбовець та місцевий мешканець, обох поранило.
24 серпня 2015 року на Меморіалі Слави Старобільська урочисто відкрито пам'ятний знак воїнам, полеглим за Незалежність України.
У ніч на 23 лютого 2016-го  двома пострілами в шию та голову було вбито міського голову Володимира Живагу.

### Російське вторгнення в Україну 2022 року
24 лютого 2022 року Російська Федерація розпочала широкомасштабне російське вторгнення в Україну, назвавши війну «спеціальною операцією зі звільнення Донбасу». Одразу ж почалося захоплення Луганщини: російські війська обстрілювали населенні пункти, знищуючи інфраструктуру, соціальні об'єкти та житлові будинки.
24 лютого 2022 року російські танки, БМП і піхота атакують позиції українських військ на підступах до Старобільська; триває бій.
25 лютого поблизу Старобільська українські артилеристи завдали втрат окупантам. В районі Старобільська українська артилерія розбила колону російської техніки, що готувалась до переправи через річку Айдар. Ворог прорвався через український кордон та намагався зайти з тилу, завдати удар та розірвати лінію оборони українських військ. В результаті окупанти зазнали втрат і відступили. 
26 лютого продовжувалися бої на підступах до міста. 
27 лютого окупанти сформували велику групу у Шульгинці та почали рухатися в бік Старобільська. 
28 лютого відбулась невдала спроба захоплення міста у результаті якої місцеві жителі вигнали окупантів.
6 березня жителі Старобільська вийшли на вулиці проти окупації. Вони зняли прапор так званої "ЛНР" та підняли державний прапор України. За словами місцевих жителів, під час проукраїнського мітингу окупанти намагалися залякати людей та відкрили вогонь у повітря. Бойовики також в'їхали до міста на військових та легкових автомобілях з однаковими розпізнавальними знаками. Зараз озброєні загарбники ходять вулицями Старобільська. У центральних районах окупанти перевіряють паспорти та телефони місцевих мешканців. У місті не працюють банкомати, першим ділом російські війська зняли українські прапори з усіх будівель.
Проте також у місті є колаборанти, які з радістю зустріли війська РФ з триколором. 
Служба безпеки України розслідує факти державної зради працівників Старобільської поліції, які в умовах воєнного часу зрадили присязі та перейшли на бік ворога. Встановлено, що двоє місцевих поліціянтів добровільно вступили до лав так званого "Старобільського відділу поліції МВС" т.зв. "ЛНР" і отримали посади оперуповноважених. Третього зрадника окупанти призначили "начальником" "Старобільського відділу поліції МВС" т.зв. "ЛНР".
28 червня 2024 року були оприлюднені данні від окупаційної влади Старобільська. В них вказувалось про незаконну націоналізацію нерухомого майна.

### Легенди міста
Довкола міста існує чимало легенд. Одна з них говорить, що поблизу Старобільська сховані награбовані скарби Махна, який тривалий час перебував у місті. Саме в Старобільську 2 жовтня 1920 року ним укладено воєнно-політичну угоду з командуванням Червоної армії про спільну боротьбу проти Врангеля. Місто згадується у творі Ільфа Ільфа і Євгена Петрова «12 стільців».

## Населення

### Національний склад
Розподіл населення за національністю за даними перепису 2001 року:
| Національність  | Відсоток |
| --------------- | -------- |
| українці        | 82,29%   |
| росіяни         | 16,30%   |
| білоруси        | 0,34%    |
| вірмени         | 0,28%    |
| грузини         | 0,10%    |
| інші/не вказали | 0,69%    |

### Мова
За даними перепису 1897 року:
| Мова       | Чисельність, осіб | Частка, % |
| ---------- | ----------------- | --------- |
| Українська | 7 691             | 78,47 %   |
| Російська  | 1 988             | 20,28 %   |
| Інші       | 122               | 1,25 %    |
| Разом      | 9 801             | 100,00 %  |

Рідна мова населення за даними перепису 2001 року:
| Мова       | Чисельність, осіб | Частка, % |
| ---------- | ----------------- | --------- |
| Українська | 13 409            | 60,84 %   |
| Російська  | 8 526             | 38,68 %   |
| Інші       | 105               | 0,48 %    |
| Разом      | 22 040            | 100,00 %  |

## Господарство
- Заводи: ремонтно-механічний, плодоконсервний, продтоварів; меблева, швейна фабрики; хлібозавод, елеватор, молокозавод, завод залізобетонних виробів. *Районне об'єднання «Сільгосптехніка».
- Старобільська обласна фізіотерапевтична лікарня
- Елеватор
- слідчий ізолятор

### Мости
Місто має 5 мостів через річку Айдар. 2 автомобільних, залізничний, 2 пішохідних та шлюзи.

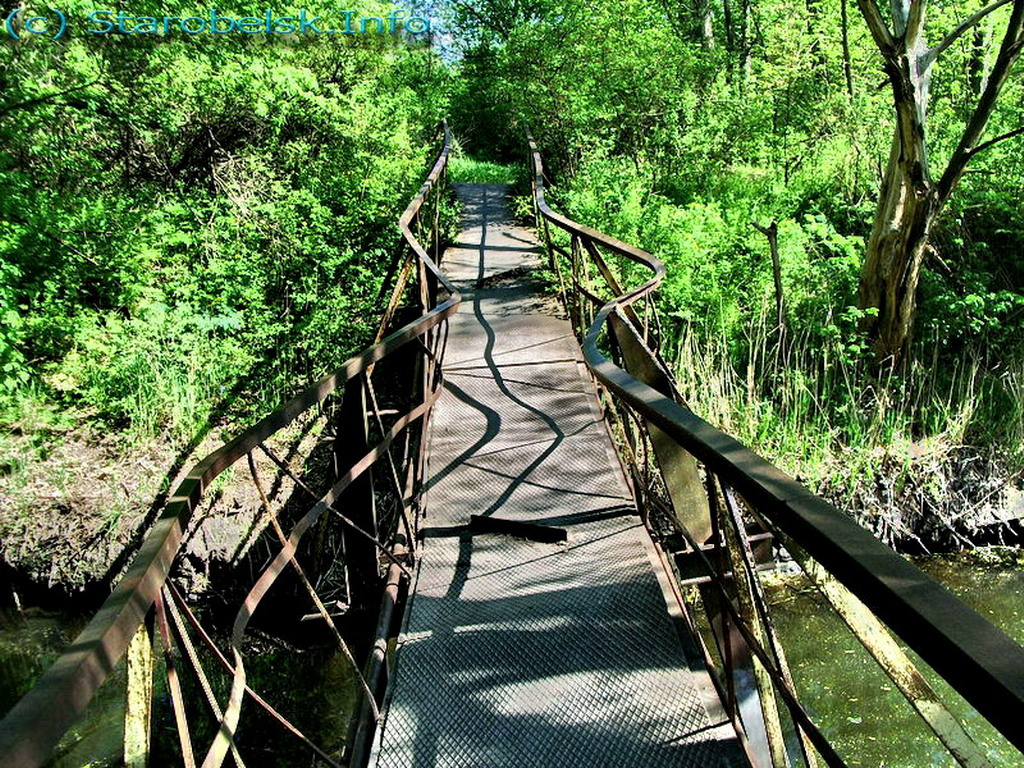
Кривий місток
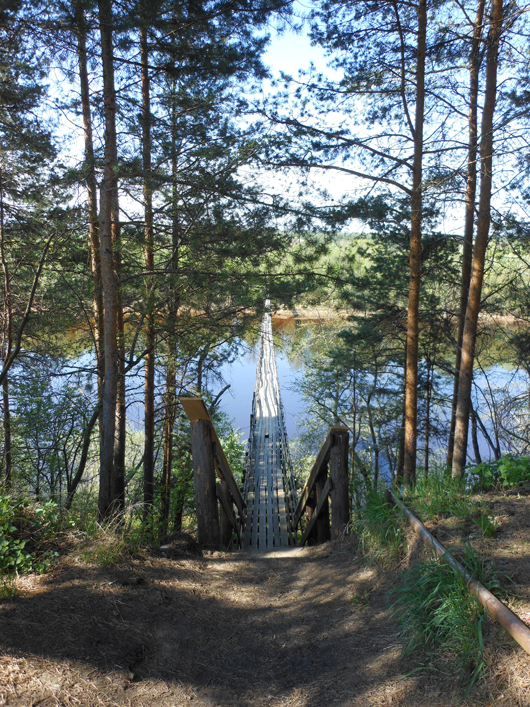
Підвісний місток
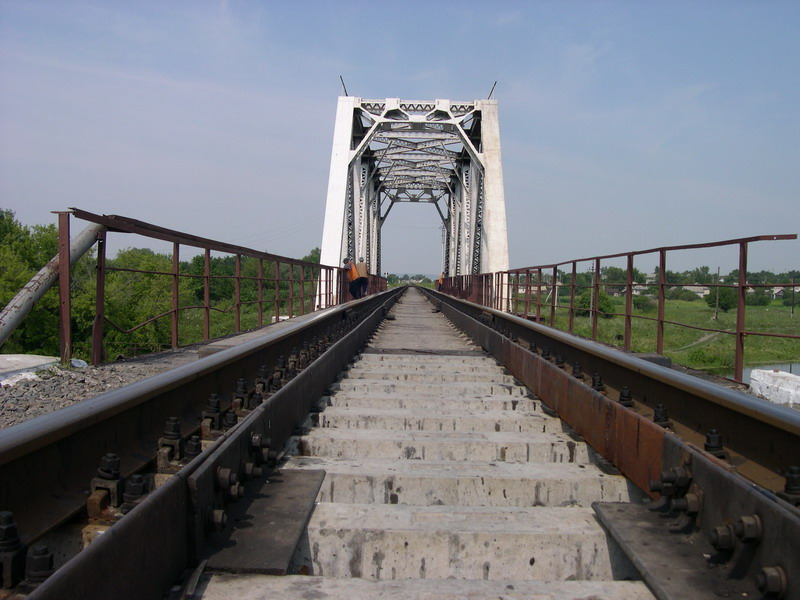
Залізничний міст
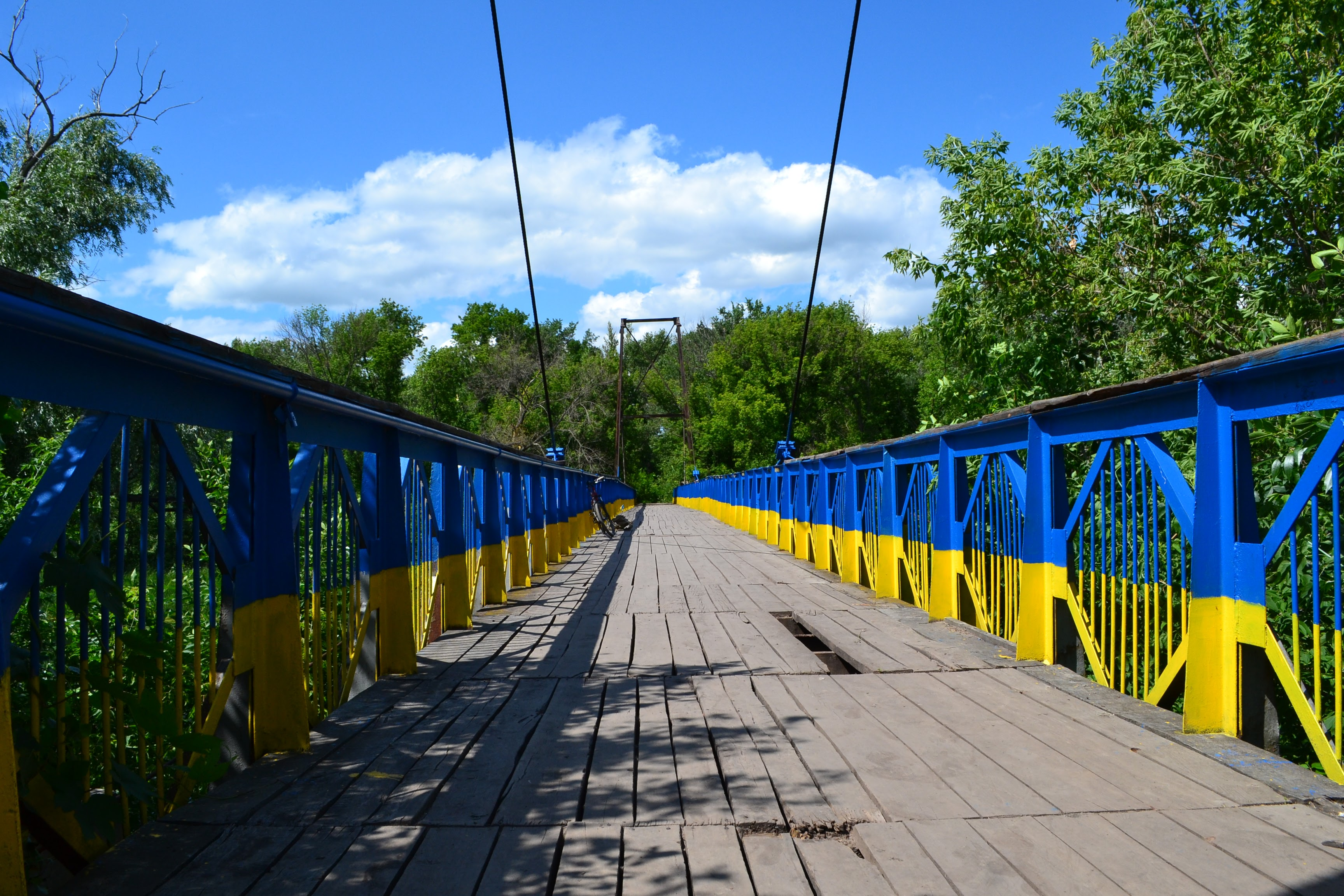
Старобільський міст в кольорах українського прапора

## Освіта
- Луганський національний університет ім. Тараса Шевченка (евакуйований до Старобільська у вересні 2014 з окупованого Луганська);
- Сільськогосподарський технікум;
- Медучилище;
- 2 професійно-технічних училища;
  - Старобільський професійний ліцей
- 5 загальноосвітніх шкіл;
- Дві музичні школи;
- Спортивна школа (ДЮСШ);
- Шахово-шашковий клуб «64*100» (на третьому поверсі Будинку культури), засновано Протасовим Валентином Івановичем.

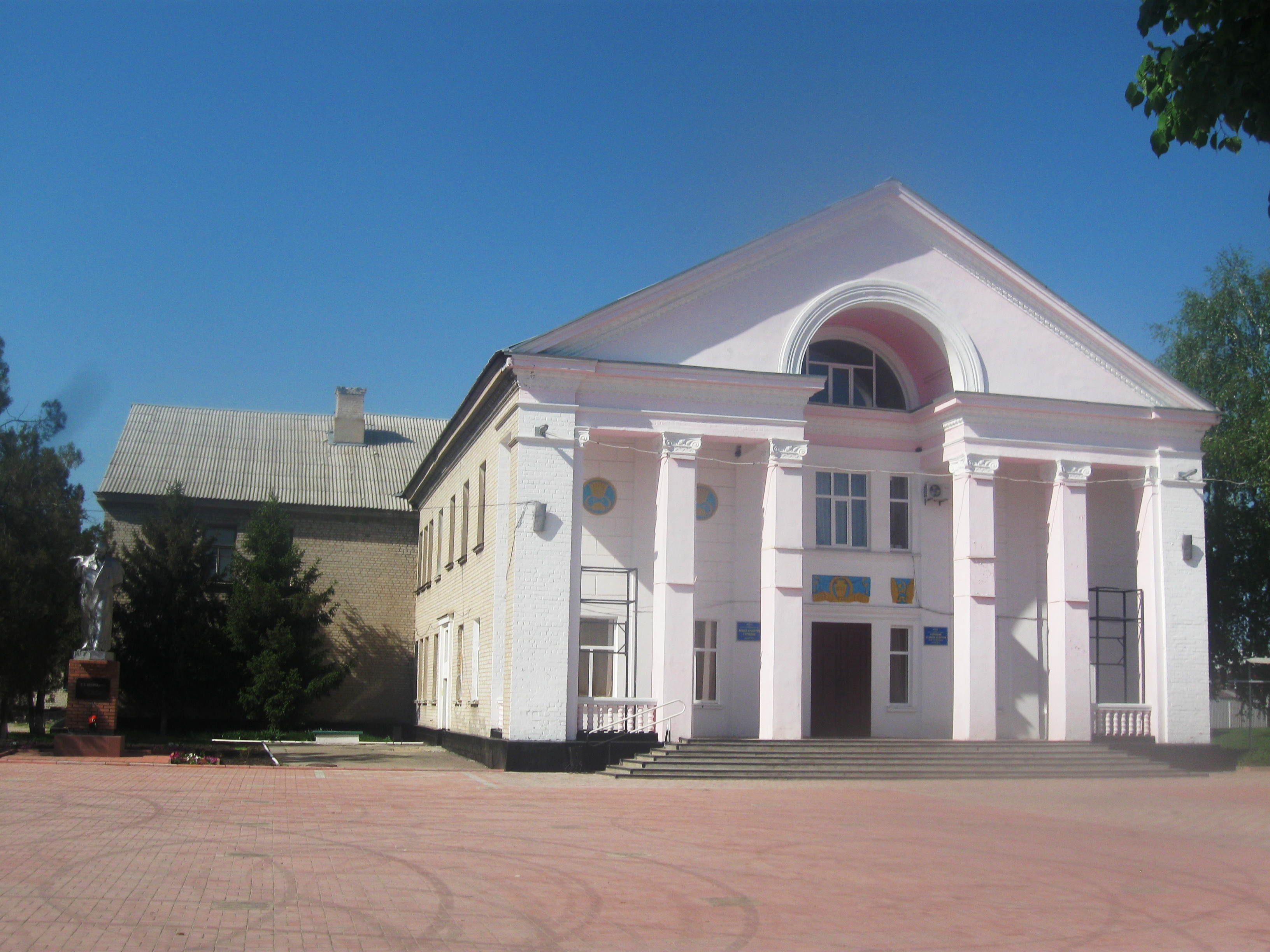
Будинок культури імені Т. Шевченка на центральній площі Старобільська
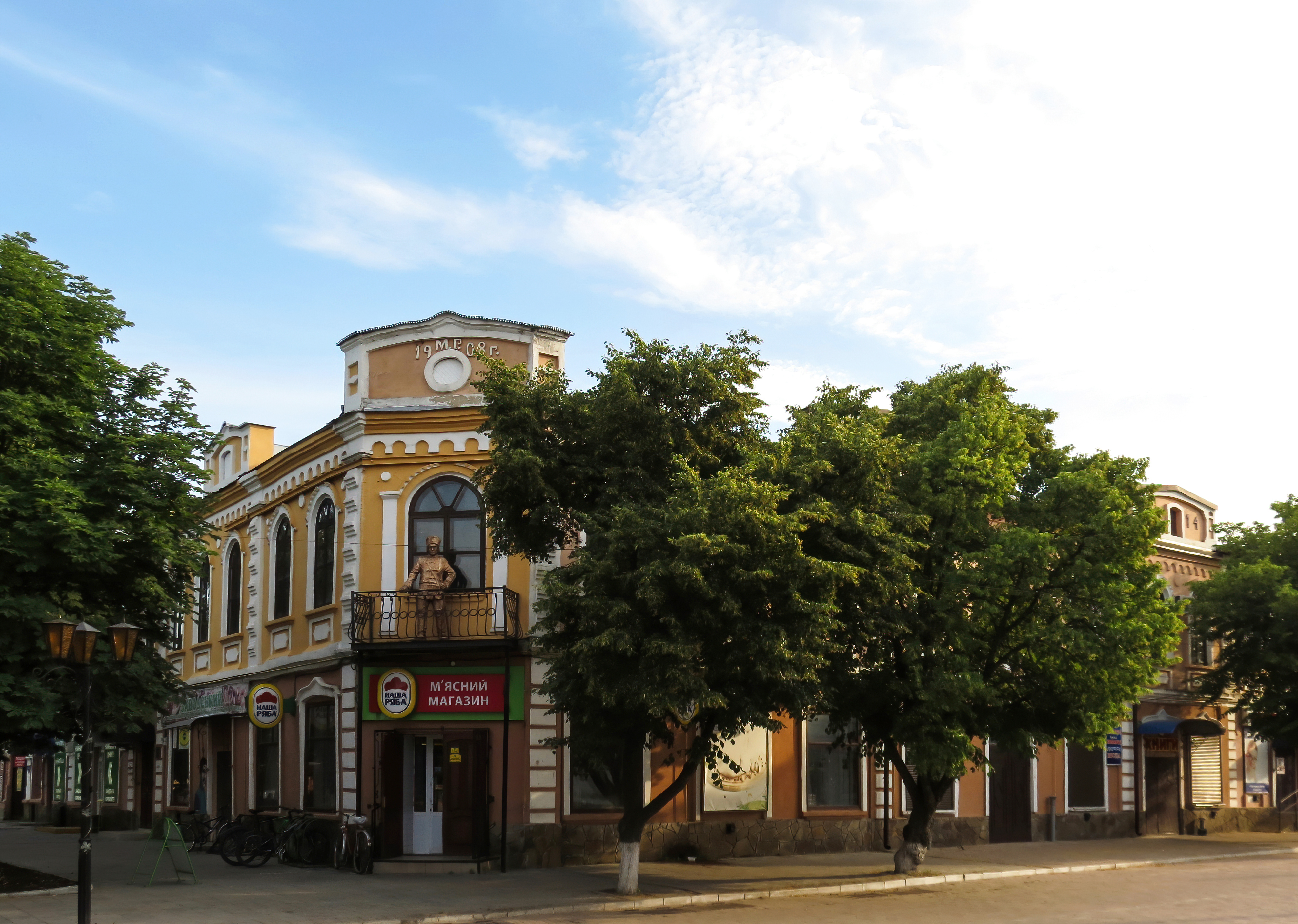
Стара забудова в центрі міста
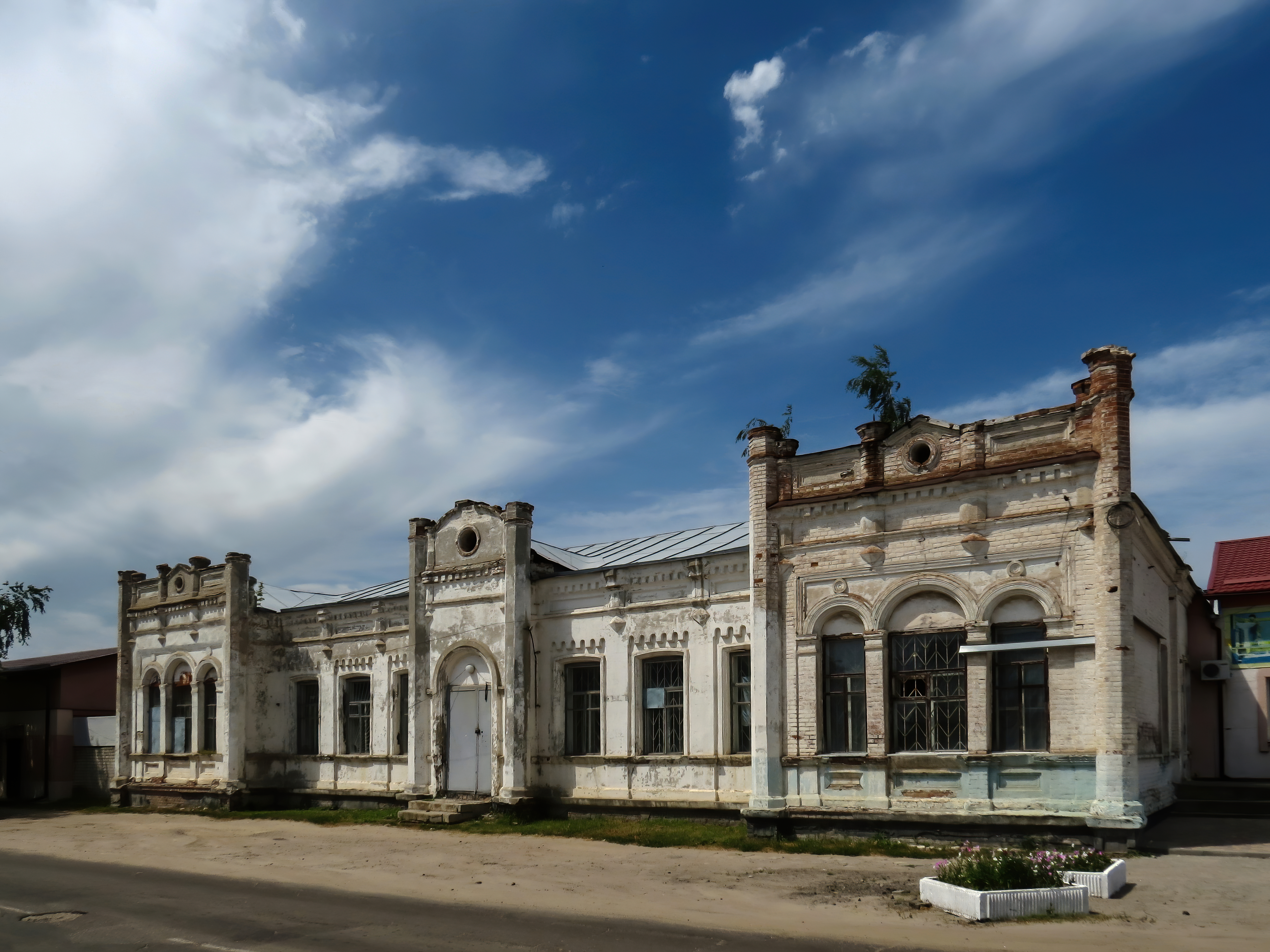
Стара забудова в центрі міста

У місті є краєзнавчий музей, з 2015 року він має статус обласного.

## Культура
В місті Старобільськ є районний Будинок культури імені Т. Г. Шевченка (вул. Центральна, 26), в якому діють п'ять аматорських колективів, серед яких: танцювальний ансамбль «Веселка», жіночий вокальний ансамбль «Берегиня», театр мініатюр «Шукачі», духовий оркестр.
Після окупації Луганська у 2014 році Старобільський краєзнавчий музей отримав статус обласного.

### Бібліотеки
Сьогодні Старобільська РЦБС складається з 26-ти бібліотек (1 бібліотечний пункт), 3 міських — Центральна районна бібліотека, районна дитяча бібліотека, дитячо-юнацька бібліотека, 23 сільських філії.
1998 року відкрито бібліотеку Державного закладу «Луганський національний університет імені Тараса Шевченка» при відокремленому підрозділі університету (пл. Гоголя, 1).
Також наразі в місті працює Луганська обласна універсальна наукова бібліотека (пл. Базарна 32-А)
Історична довідка: у 1912 році в Старобільському окрузі працювали три сільськогосподарські бібліотеки.

### Пам'ятники

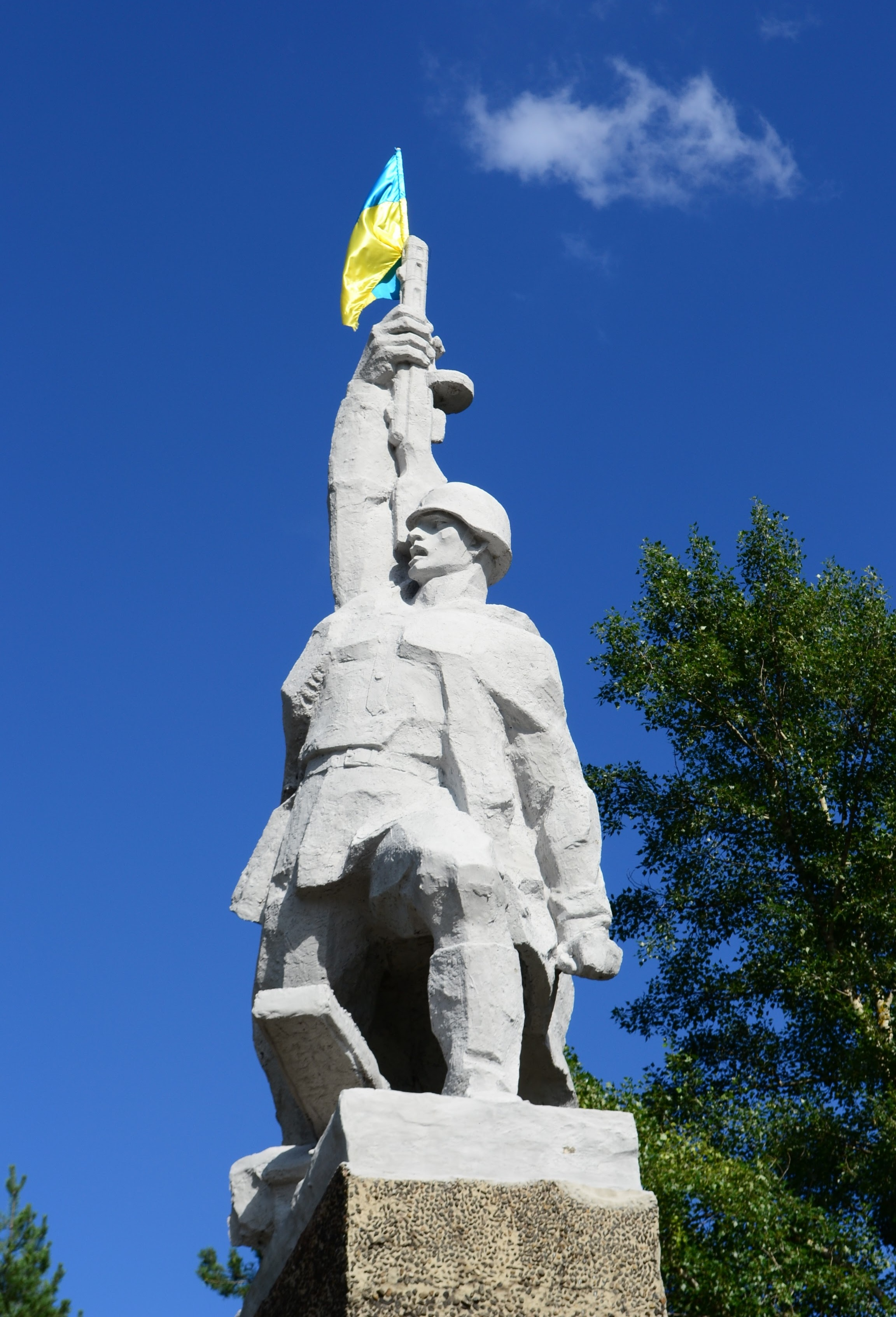
Визволителям
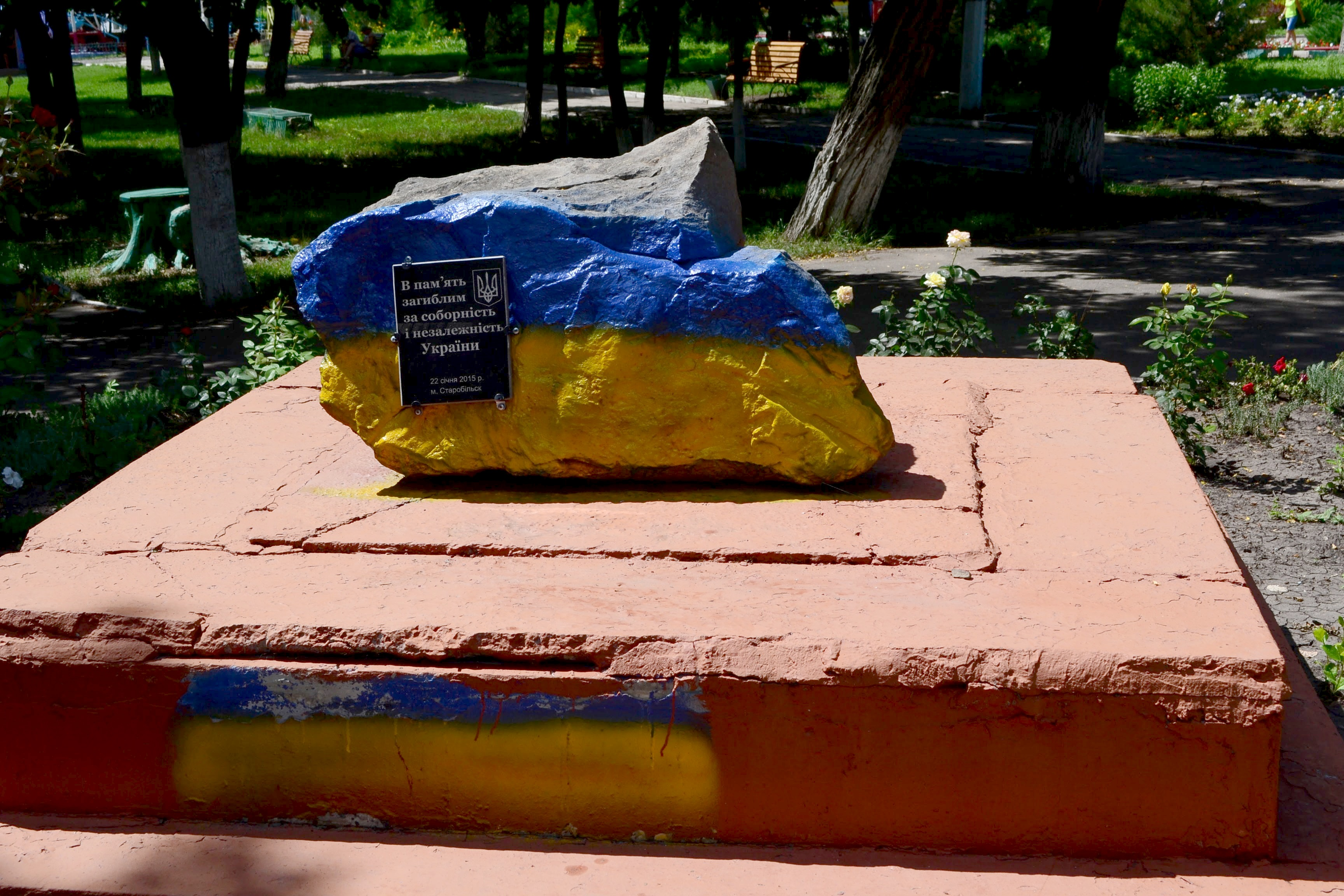
Загиблим за незалежність України. 2014
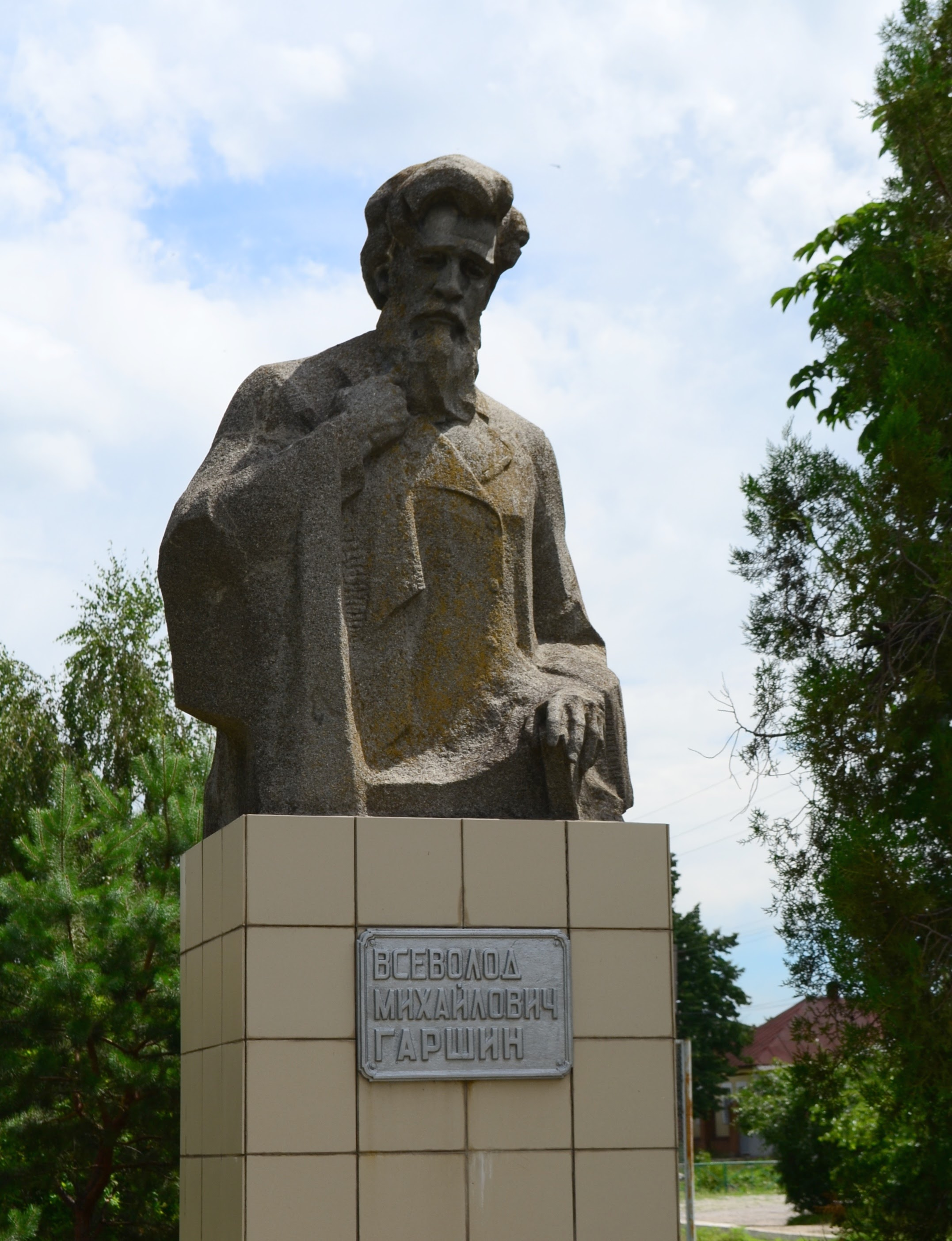
Пам'ятник Всеволоду Гаршину
Пам'ятник Остапу Бендеру
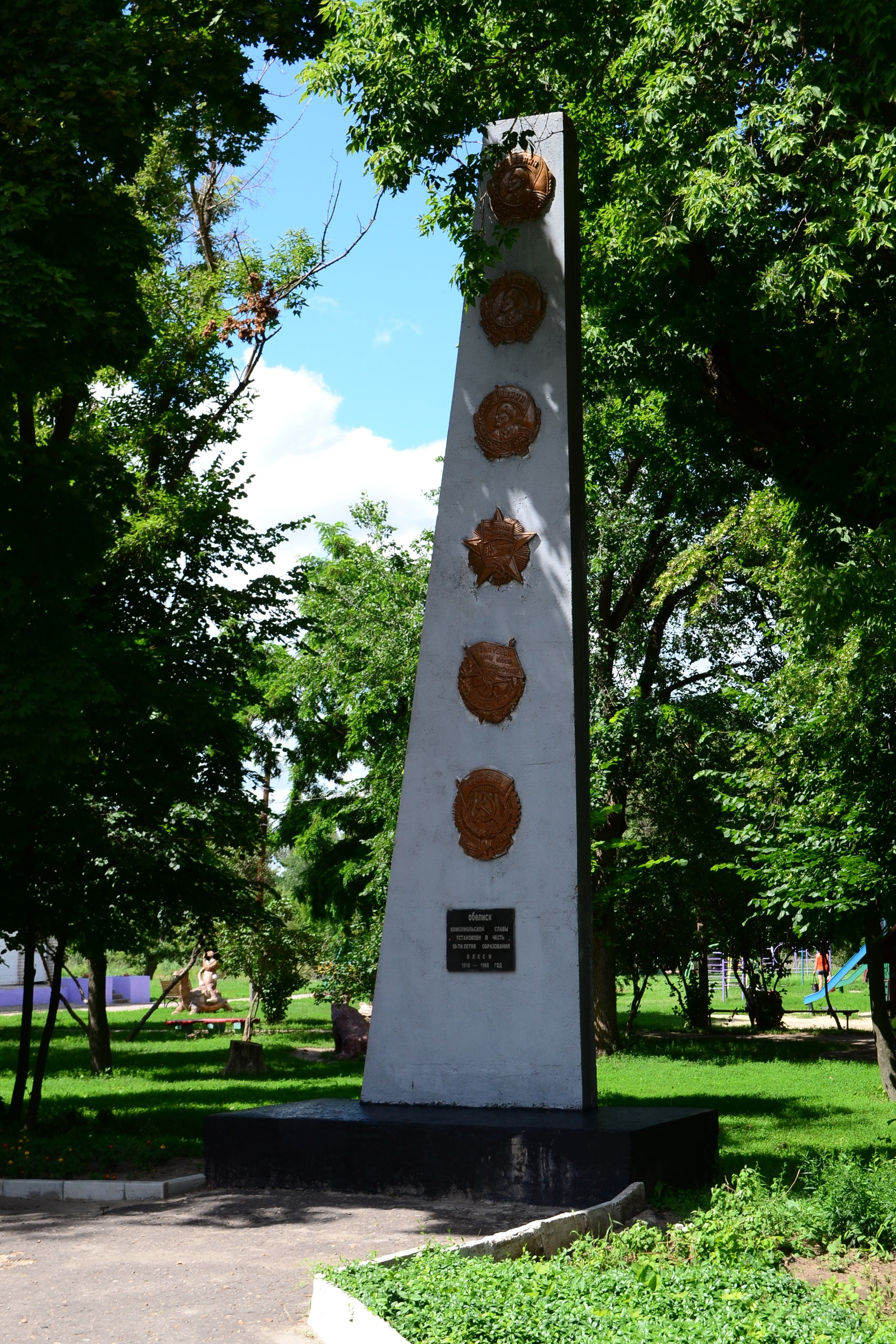
50-річчя створення ВЛКСМ
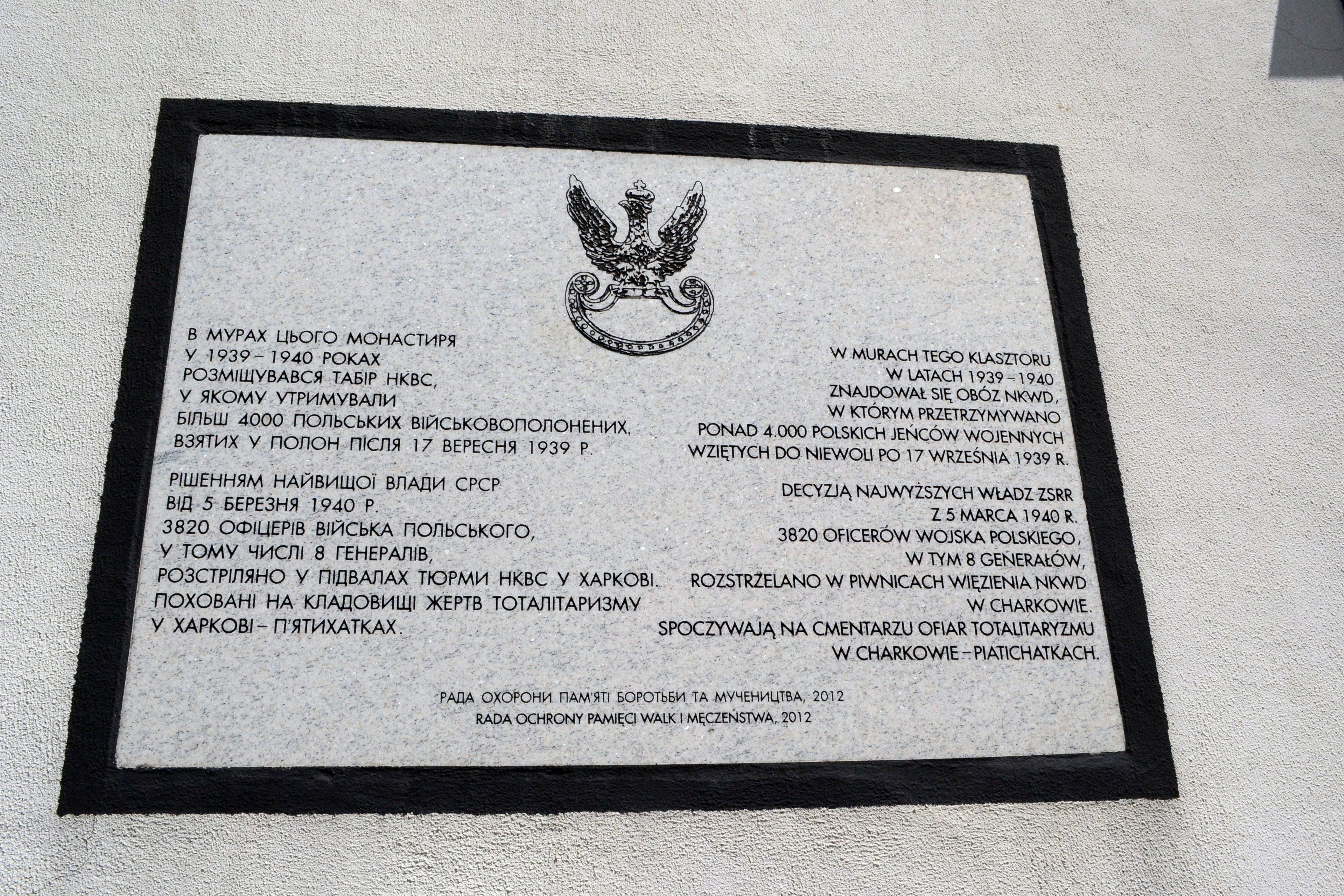
Польським війсковополоненим (1939—1940)

## Місця відпочинку
- Міський парк
- Пляжі Старобільська

## Старобільськ в літературі

### Старобільськ в творчості Ільфа і Петрова
Публіцисти, журналісти а також низка літературознавців, істориків і краєзнавців відзначають вплив Старобільська на творчість радянських письменників-сатириків Іллі Ільфа і Євгена Петрова. Зокрема Старобільськ вважається прообразом вигаданого міста Старгорода, згадуваного в романі «Дванадцять стільців» — місця, де починалася дія роману. У свою чергу, діяльність письменників вплинула на культурно-історичний вигляд сучасного Старобільська.

Пам'ятник Остапу Бендеру.
«Може тобі ще дати ключ від квартири де гроші лежать?»

У 1923 році (за іншою інформацією восени 1926) кореспонденти московської газети «Гудок» Ільф і Петров були відряджені в повітове місто Старобільськ для збору матеріалів за завданням газети.
В публіцистиці та журналістських матеріалах описується безліч збігів і подібностей подій, що відбувалися з Ільфом і Петровим в процесі цього відрядження, з подіями та явищами, згодом описаними сатириками в романах «Дванадцять стільців» і «Золоте теля». Роботу над цими творами сатирики розпочали незабаром після старобільського відрядження.
У 2008 році до 80-річчя написання твору «Дванадцять стільців» в Старобільському парку біля будівлі ЛНУ, що знаходиться з боку села Чмирівка Старобільського району, був поставлений пам'ятник за сюжетом роману. Його ідея належала колективу Луганського національного університету імені Т. Г. Шевченка. Українська дослідниця Наталя Журмій зазначає, що причиною його створення стала версія, що дія в романі починається в нинішньому Старобільську. Про появу Остапа Бендера в Старгороді в тексті роману повідомляється: «О пів на дванадцяту з північного заходу, з боку села Чмаровки, в Старгород увійшов молодий чоловік років двадцяти восьми. За ним біг безпритульний. „Дядя! — весело кричав він,  — Дай десять копійок!“». Біля Старобільська дійсно існує передмістя зі схожою назвою, яке зараз називається Чмирівка (у 1920-х роках — Чмаровка). Саме воно вважається прообразом згаданої в романі Чмаровки.
На розі центральної площі міста, перед аркою двоповерхової будівлі, де до революції була в підвалі двірницька і на балконі якого обідали Ільф і Петров, у 2011 році було відкрито пам'ятник Кісі Вороб'янінову в стилі наївного мистецтва.

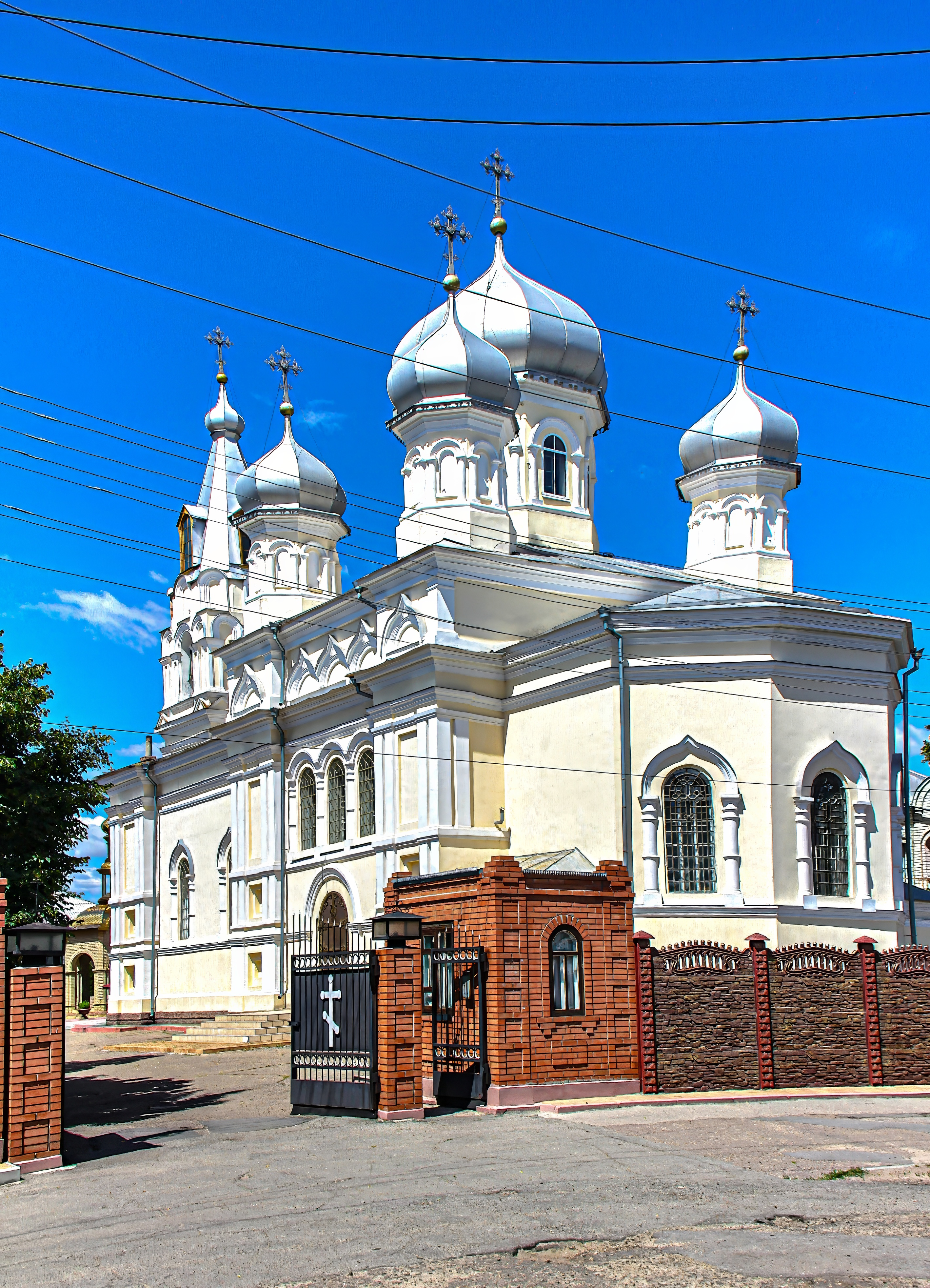
Церква святого Миколая

## Релігія
У Старобільську знаходяться:
- Жіночий православний монастир, на честь ікони Божої Матері «Всіх скорботних Радість», заснований у 1863 р. як жіноча громада, що була перетворена в 1886 р. у монастир, закритий у 1921 р., відновлений у 1992 р.[34]
- Храм на честь Ікони Божої матері «Всіх скорботних Радість» на території монастиря.
- Собор святого Миколая Чудотворця.[35]

Усі храми православні, московського патріархату.

## Спорт

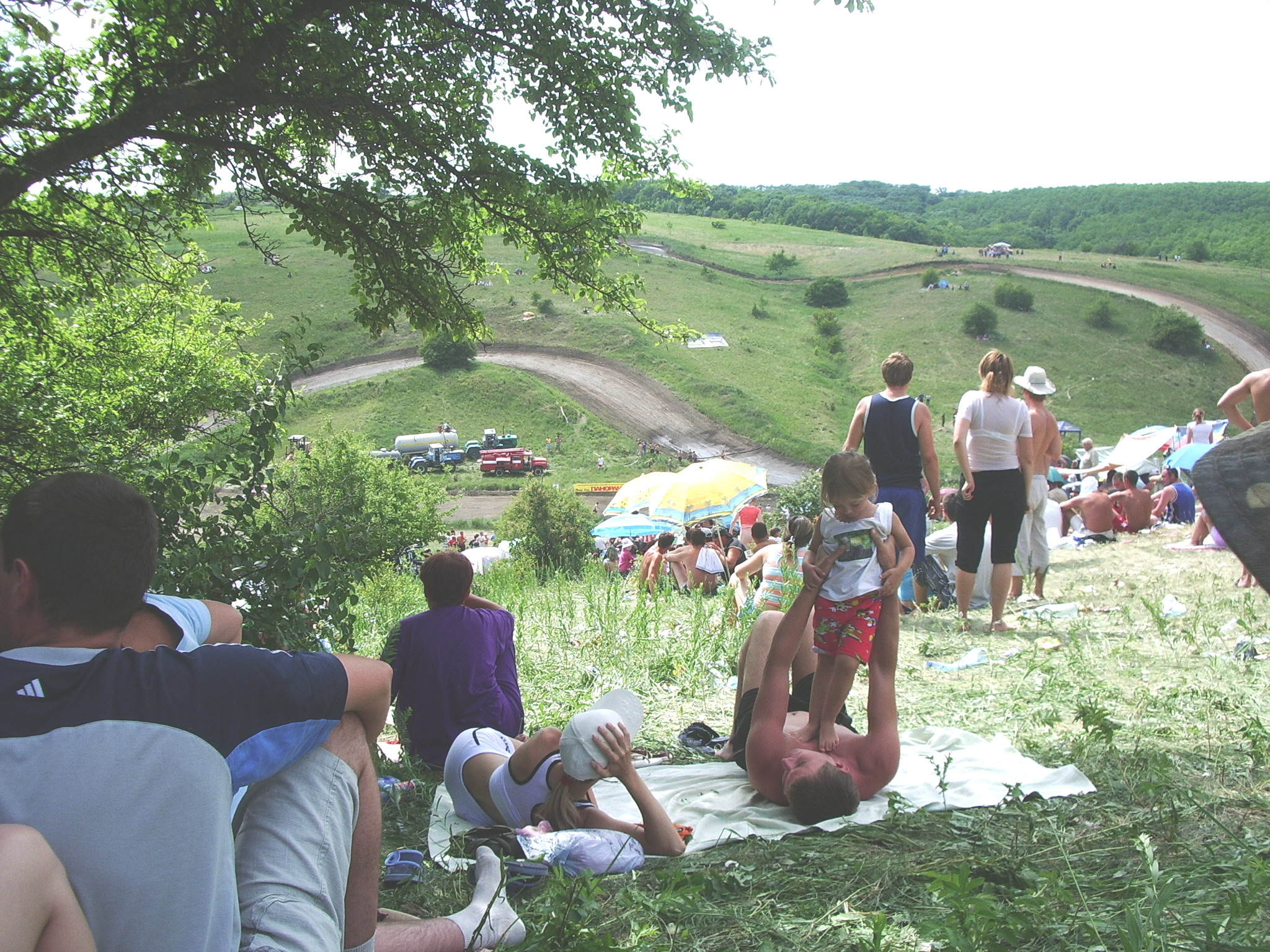
Старобільська траса «Південна»

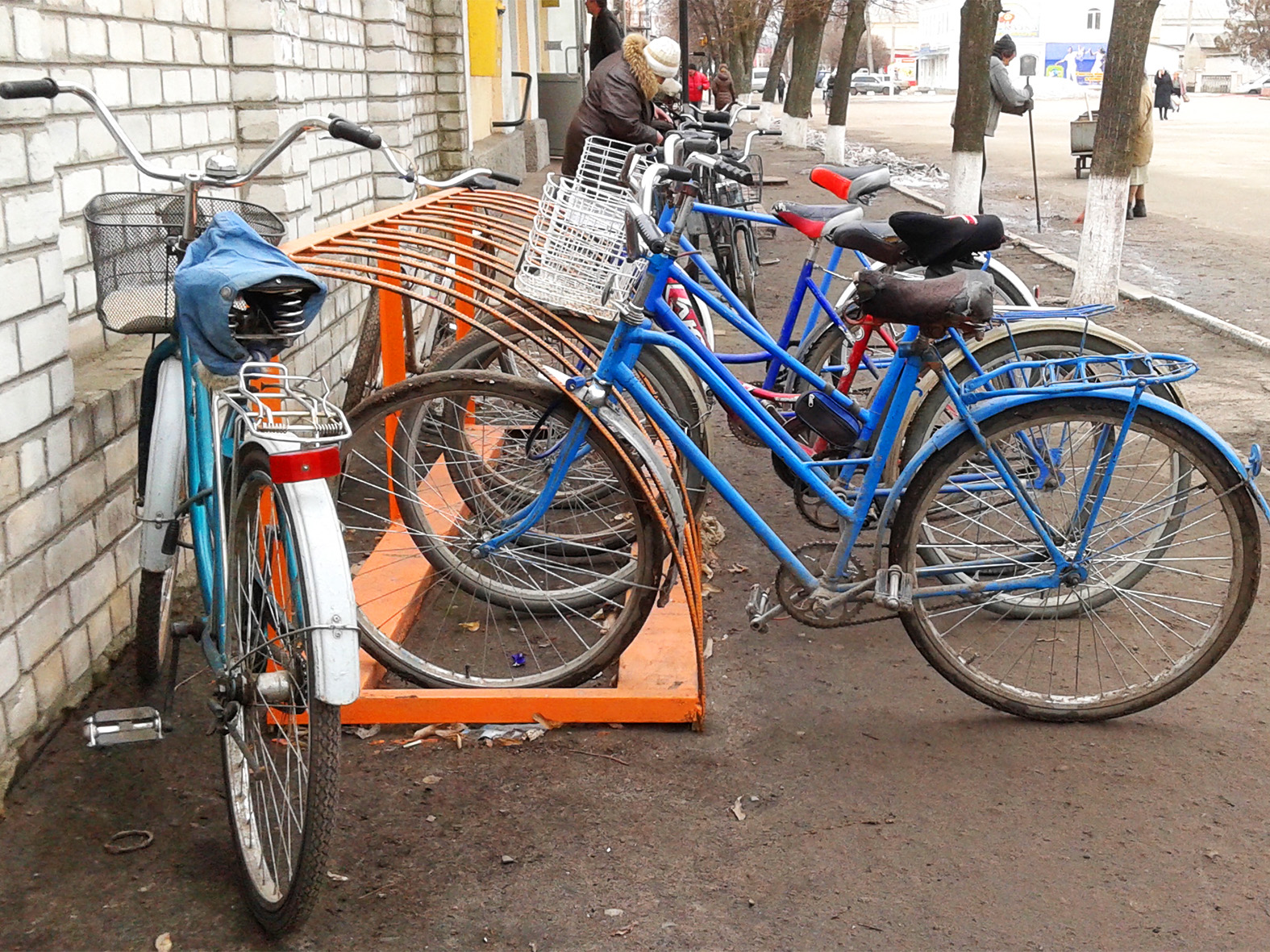
Велосипеди у Старобільську

У Старобільську регулярно відбуваються етапи чемпіонату України з автомобільного кросу на автокросовій трасі «Південна». Чемпіонами України з автомобільного кросу свого часу ставали вихованці місцевого автоклубу:
- Олександр Крохмаль (1993),
- Ігор Матвієнко (1995),
- Сергій Ложечка і Валерій Черняк (1997),
- Арам Багієв (1998),
- Скоморохов Вячеслав Семенович- заслужений майстер спорту СРСР, легкоатлет

## Видатні особи
- Абрамов Володимир Олексійович  — старобільський повітовий комісар Тимчасового уряду (1917), голова Старобільської повітової управи (1917).
- Бельська Елеонора (* 1959) — українська письменниця.
- Білоус Олександр Севаст'янович (1966—2014) — солдат Збройних сил України, учасник російсько-української війни.

Білоус Олександр Севаст'янович

- Бобровников Микола Федорович — астроном
- Сергій Жадан — сучасний поет, прозаїк, есеїст, перекладач.
- Зінченко Богдан Олександрович (1977—2015) — солдат Збройних сил України, учасник російсько-української війни.
- Кобилкін Іван Тихонович — Член Асоціації композиторів національної Всеукраїнської музичної Спілки
- Лангемак Георгій Еріхович — учений, один з піонерів ракетної техніки та один з основних авторів реактивного міномета «Катюша». Основоположник досліджень з конструювання реактивних снарядів на бездимному пороху, відкрив закон подібності, який дозволяє визначати геометрію сопла реактивного двигуна без тривалих і дорогих експериментів — аналітичним розрахунком. Репресований, розстріляний, реабілітований посмертно.
- Іван Світличний — поет, мовознавець і літературний критик, діяч українського руху опору 1960—70-х років.
- Світлична Надія Олексіївна — учасниця руху шестидесятників, член Української гельсінської групи, лауреатка премії імені Василя Стуса та державної премії імені Тараса Шевченка.
- Симирня Михайло Ілліч (1934–2002) — педагог-організатор шкільної освіти на Донбасі.
- Скляров Микола Митрофанович (1907—2005) — учений у галузі матеріалознавства.
- Чернов Леонід Іванович (*18 червня 1915—† 24 жовтня 1990, Харків) український маляр і графік. Заслужений діяч мистецтв України (1966). Також працював директором ХДХУ (1944—1947) рр. Викладав у ХДХІ (1947—1963) і ХХПІ (з 1963), доцент (з 1961), професор (з 1977).
- Шандибін Гліб Якович — український організатор кіновиробництва.
- Іван Савич — видатний письменник України
- Письменний Степан Дмитрович (01.08.1885, Харківська губ. — 1940, УРСР, м. Старобільськ) — український військово-політичний діяч.
- Мірошниченко Іван Овсійович — відомій старобільский письменник-краєзнавець, громадський діяч.
- Тімашева Марія Семенівна (1(14).04.1894 — 04.04.1982) — український музейник, метеоролог, бібліотекар.
- Резник Яків Борисович (1892—1952) — перший в Україні доктор педагогічних наук, викладач педагогіки Старобільського учительського інституту.
- Ведута Микола Іванович (1913—1998) — радянський і білоруський економіст-кібернетик.
- У Старобільську пройшли дитячі роки майбутнього письменника, автора дитячої казки «Жаба - мандрівниця» В. М. Гаршина[36].

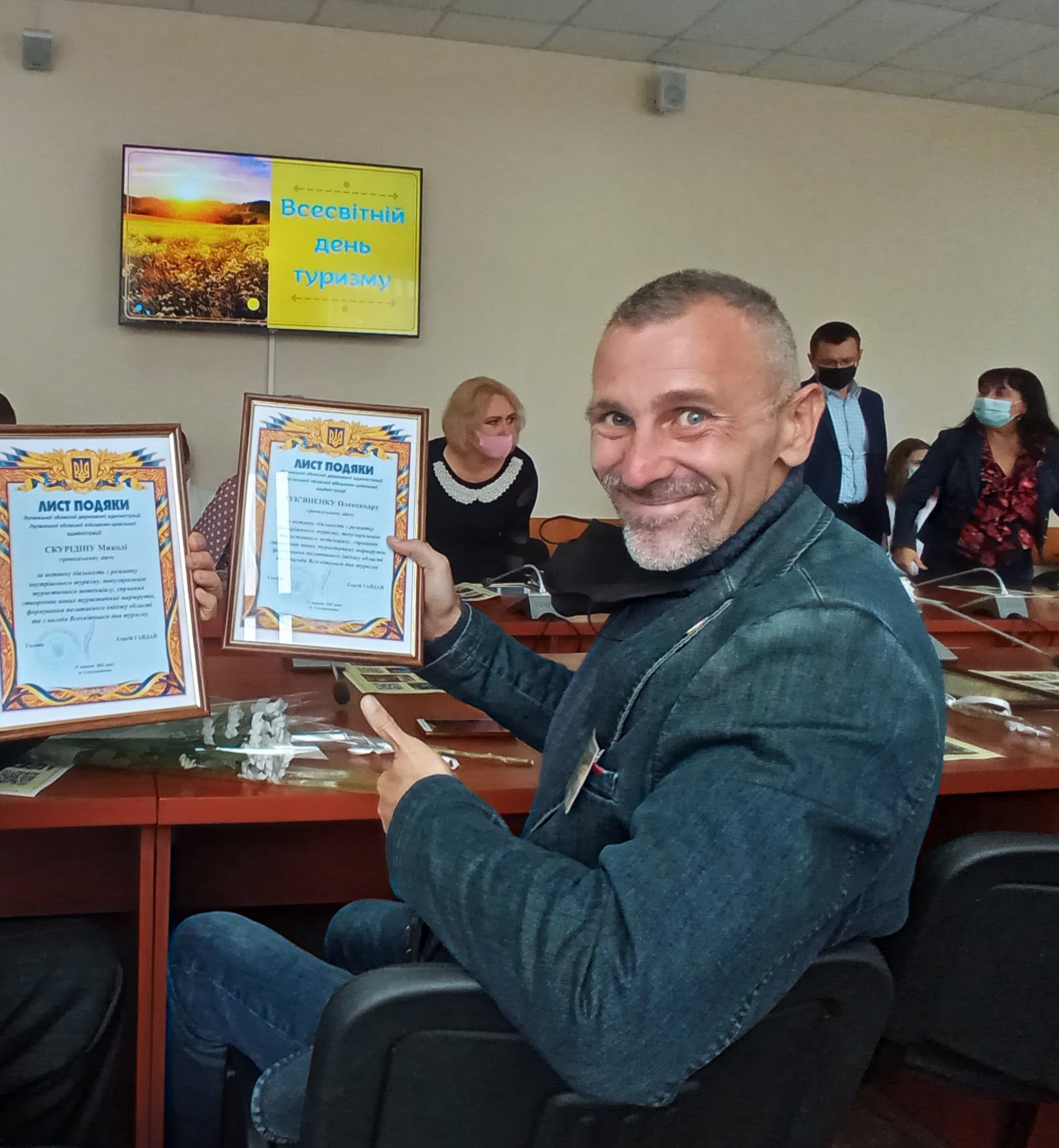
Краєзнавець Олександр Лук'яненко

### Відомі старобільчани
- Антоненко Вероніка, дизайнер одягу. [37](рос.)
- Володимир Вдовиченко. Художник [38](рос.)[39](рос.)
- Набока Олександр Вікторович, завідувач кафедри історії України, доктор історичних наук, професор. [40]
- Лук'яненко Олександр . Краєзнавець
- Світличний Михайло. Фотомайстер

## Місто-побратим
- Світличний Михайло. Фотомайстер* Світличний Михайло. Фотомайстер

## У ЗМІ
- Старобільськ
- Старобільськ, Легке турне
- Старобільськ - це Україна

## Галерея Старобільських гербів

Герби Старобільська
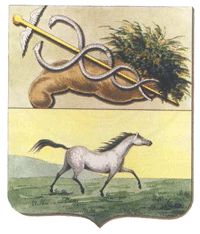
автентичний герб Старобільська. Слобідсько-Українська губернія‎
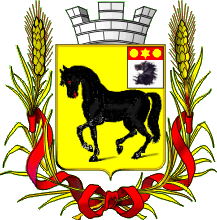
Проєкт гербу Бориса Кене 1863 року. Харківська губернія
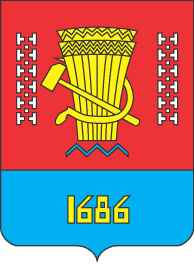
Радянський герб 1988—2009
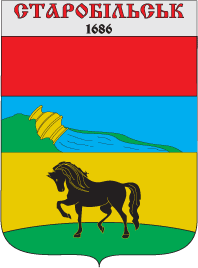
герб Старобільського району 2009

## Світлини з музею

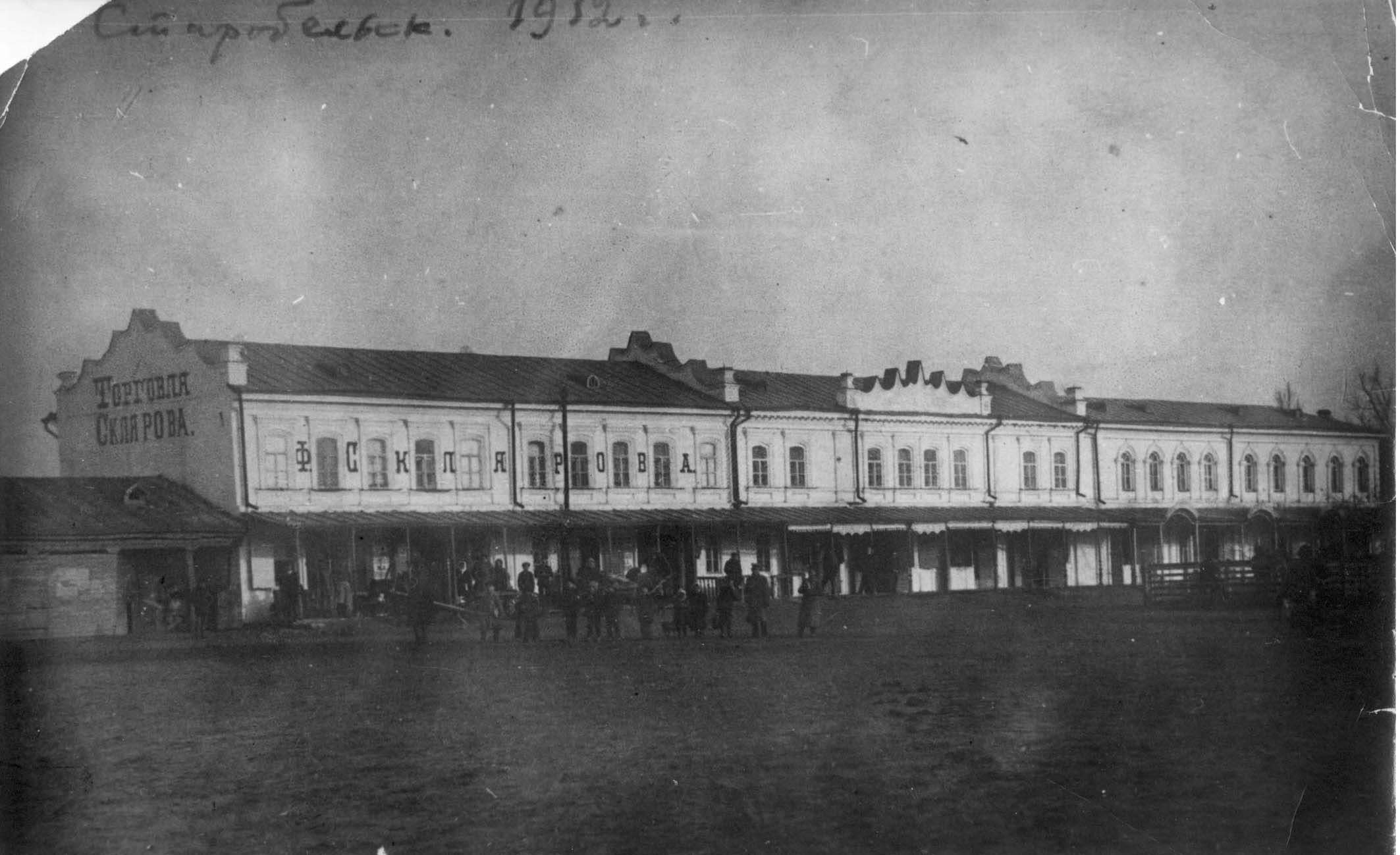
Торгівля Склярова. Старобільськ, 1912
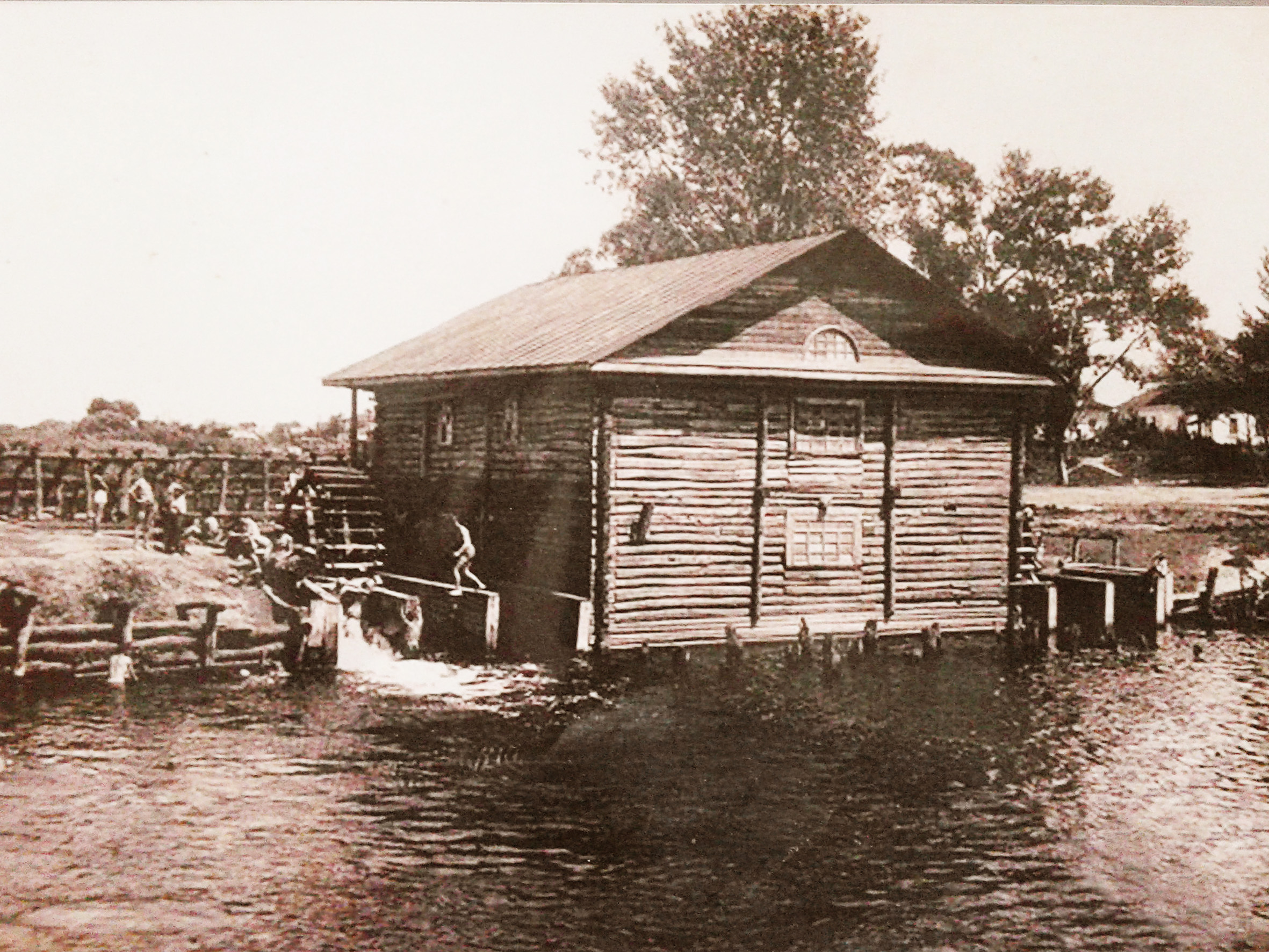
Старобільський млин.1900
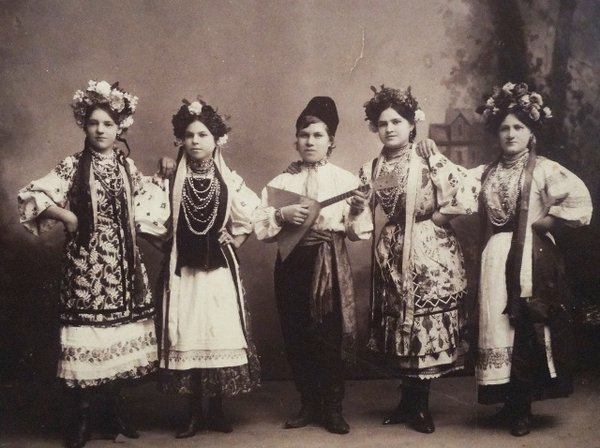
Старобільськ у 1910 році

## Сучасні світлини

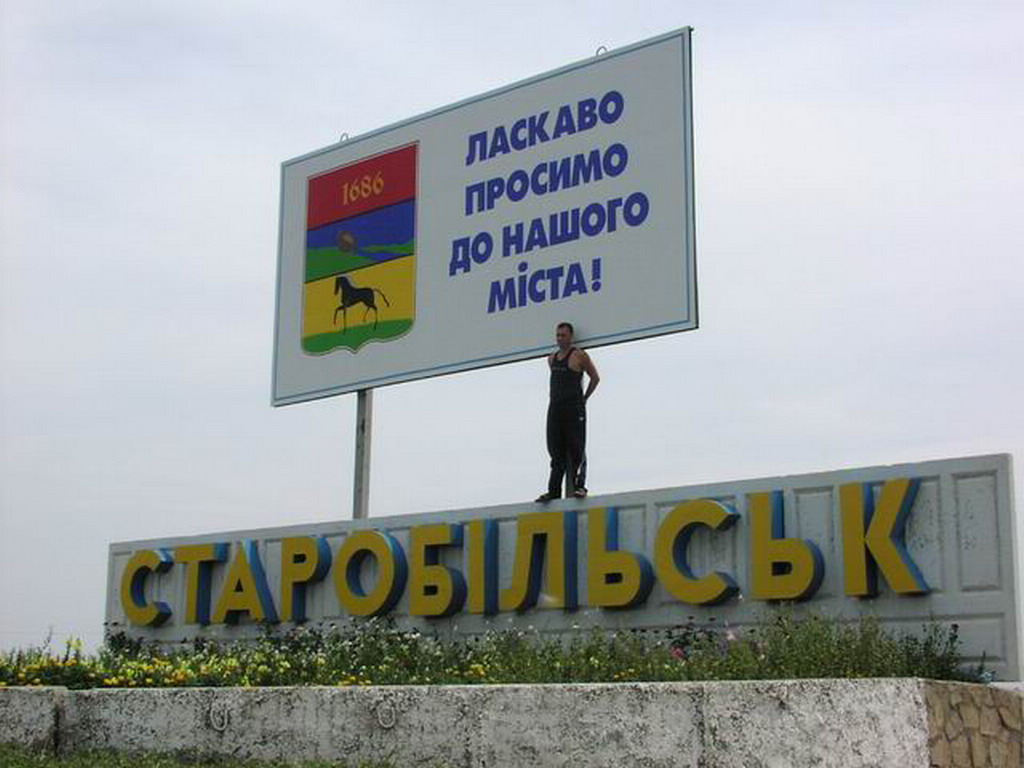
Вивіска при в'їзді до міста
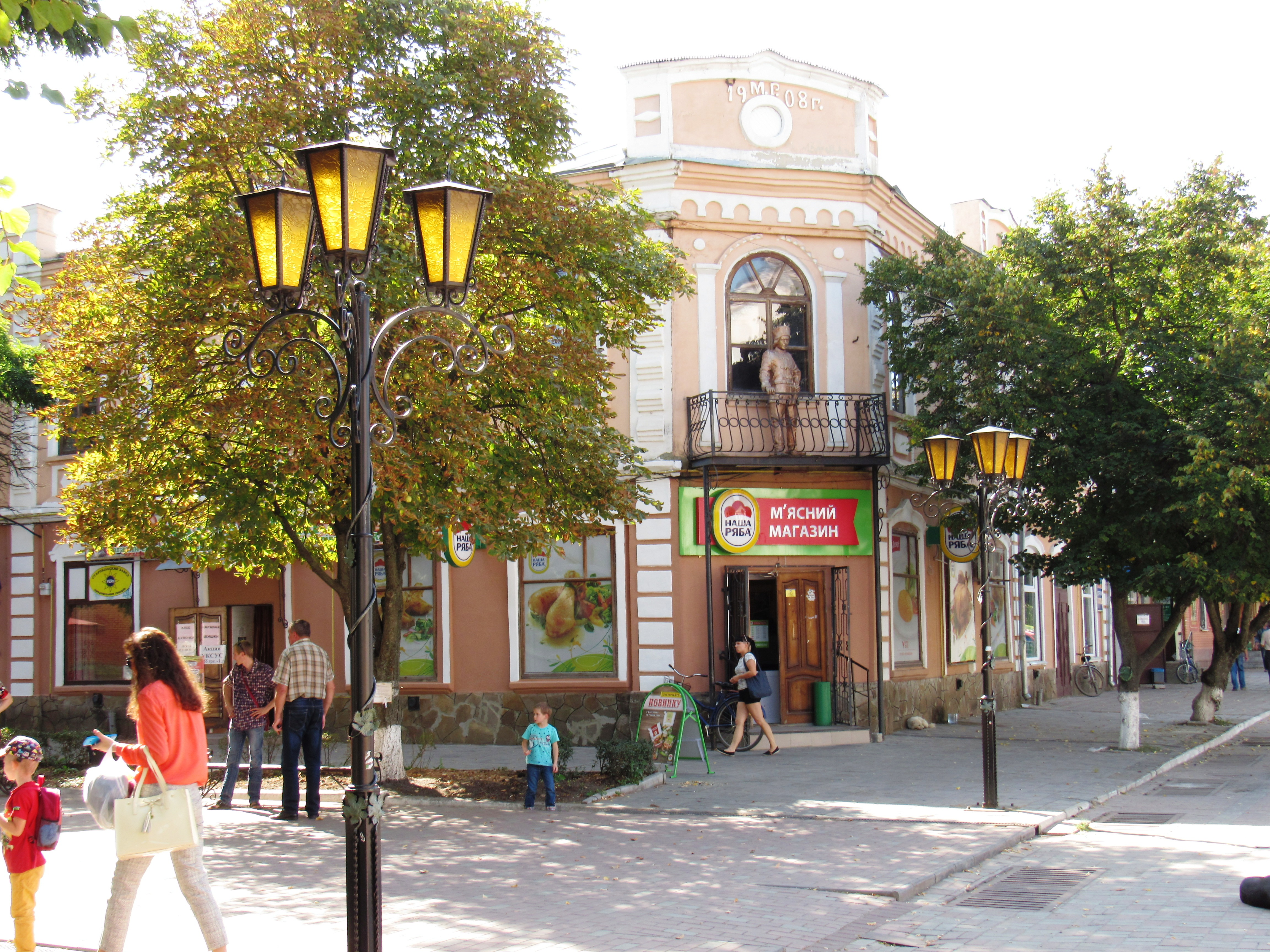
Міська вулиця
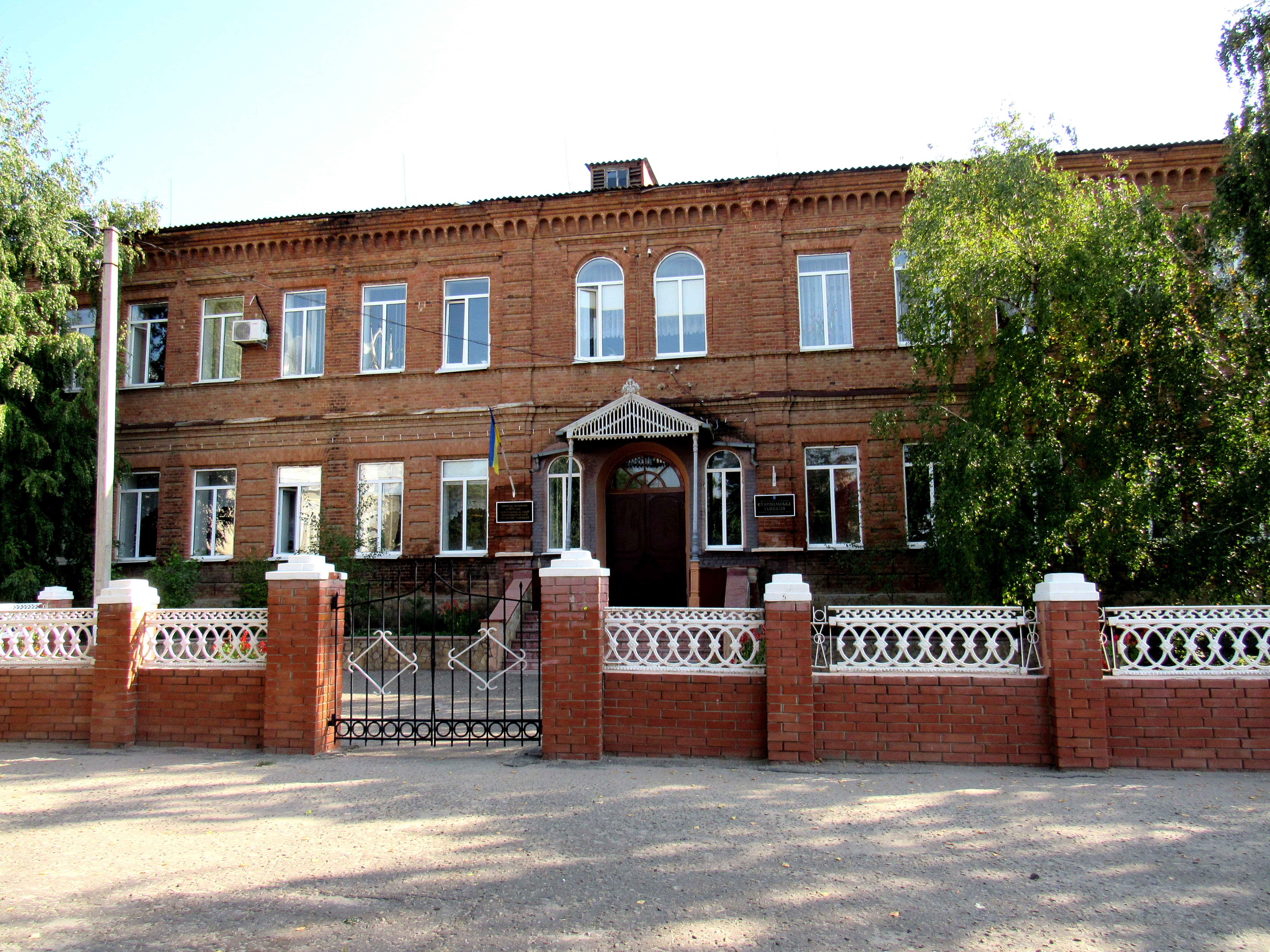
Старобільська чоловіча гімназія
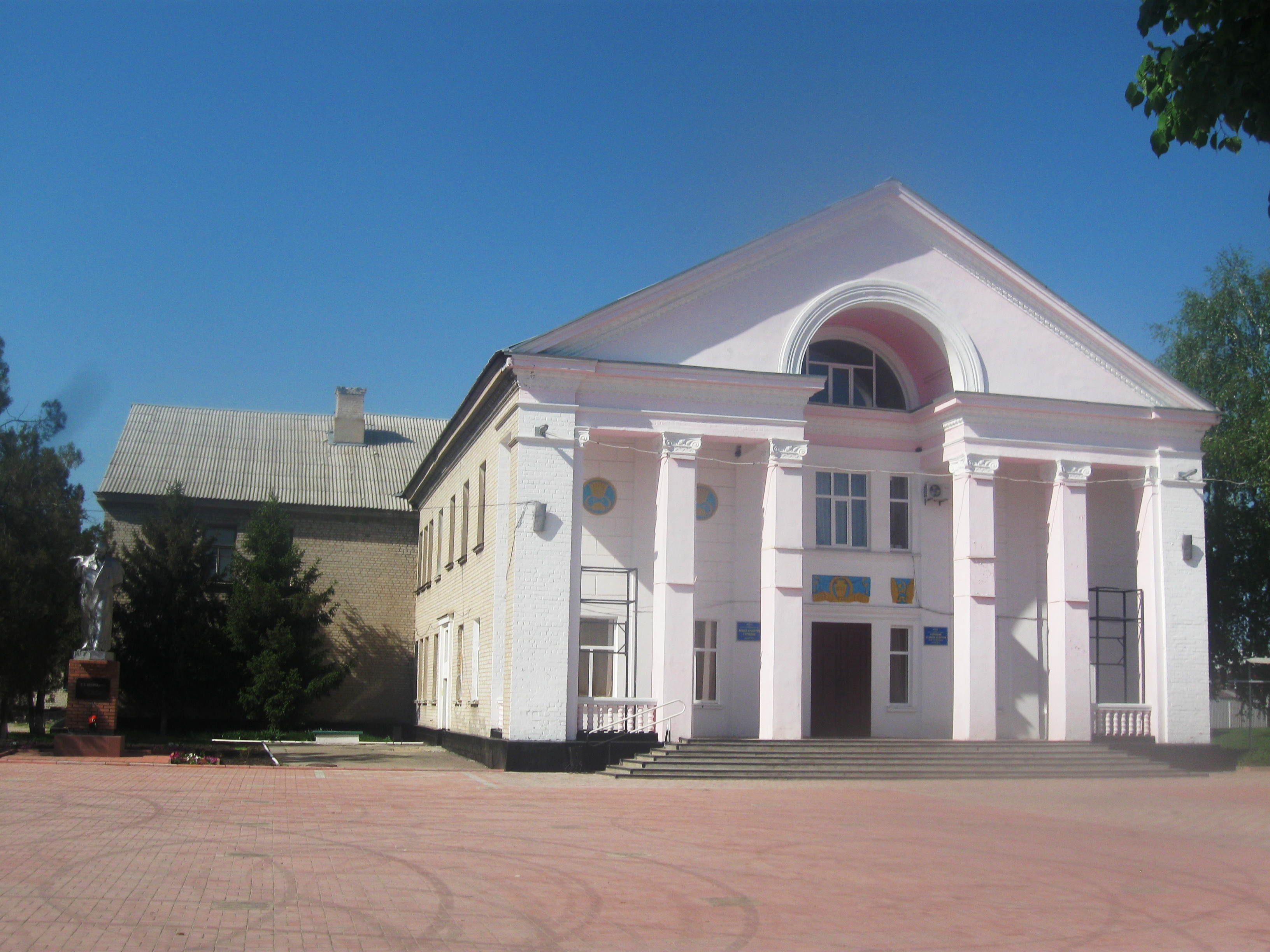
Будинок культури ім. Тараса Шевченка
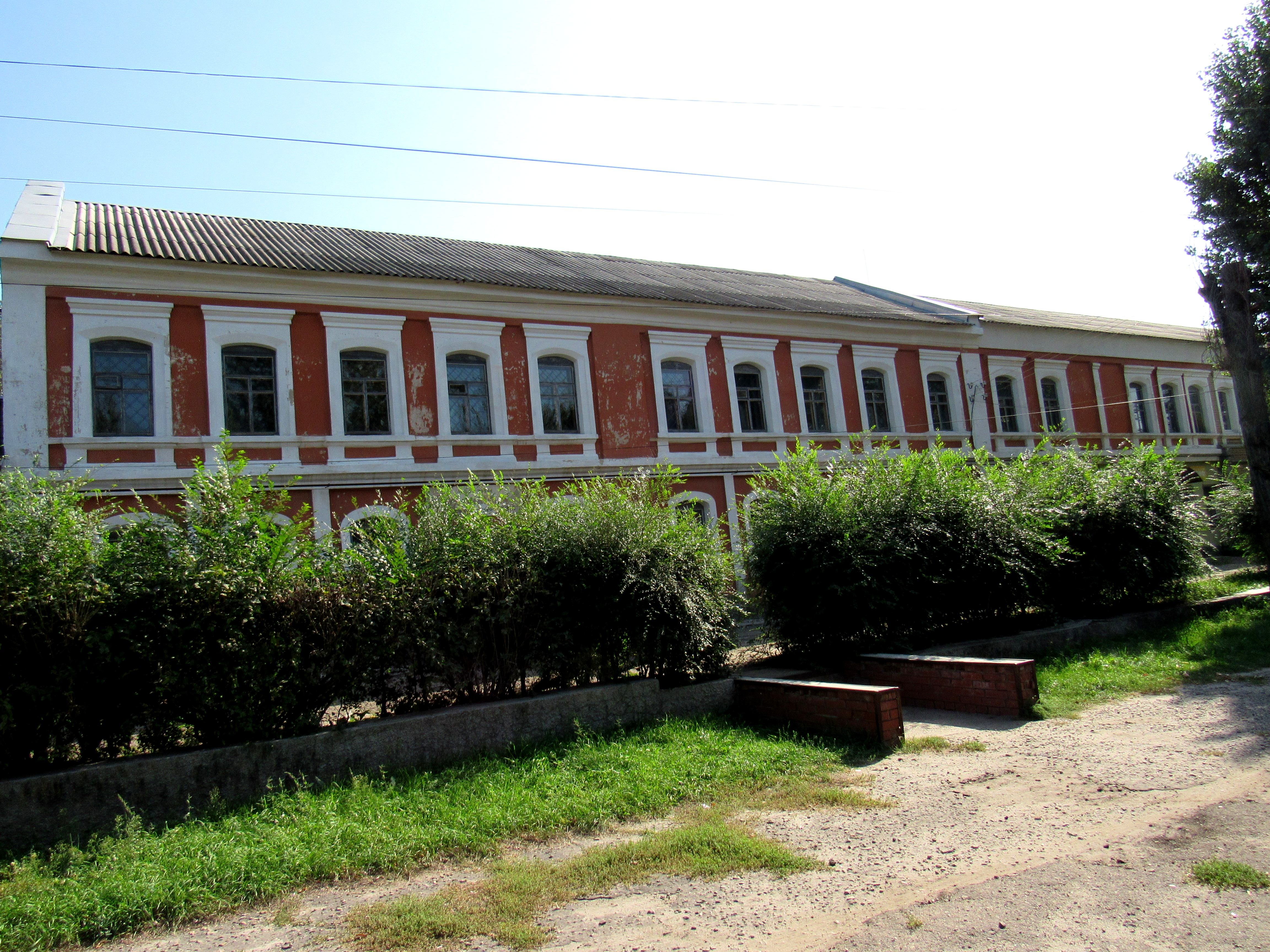
Торгові ряди
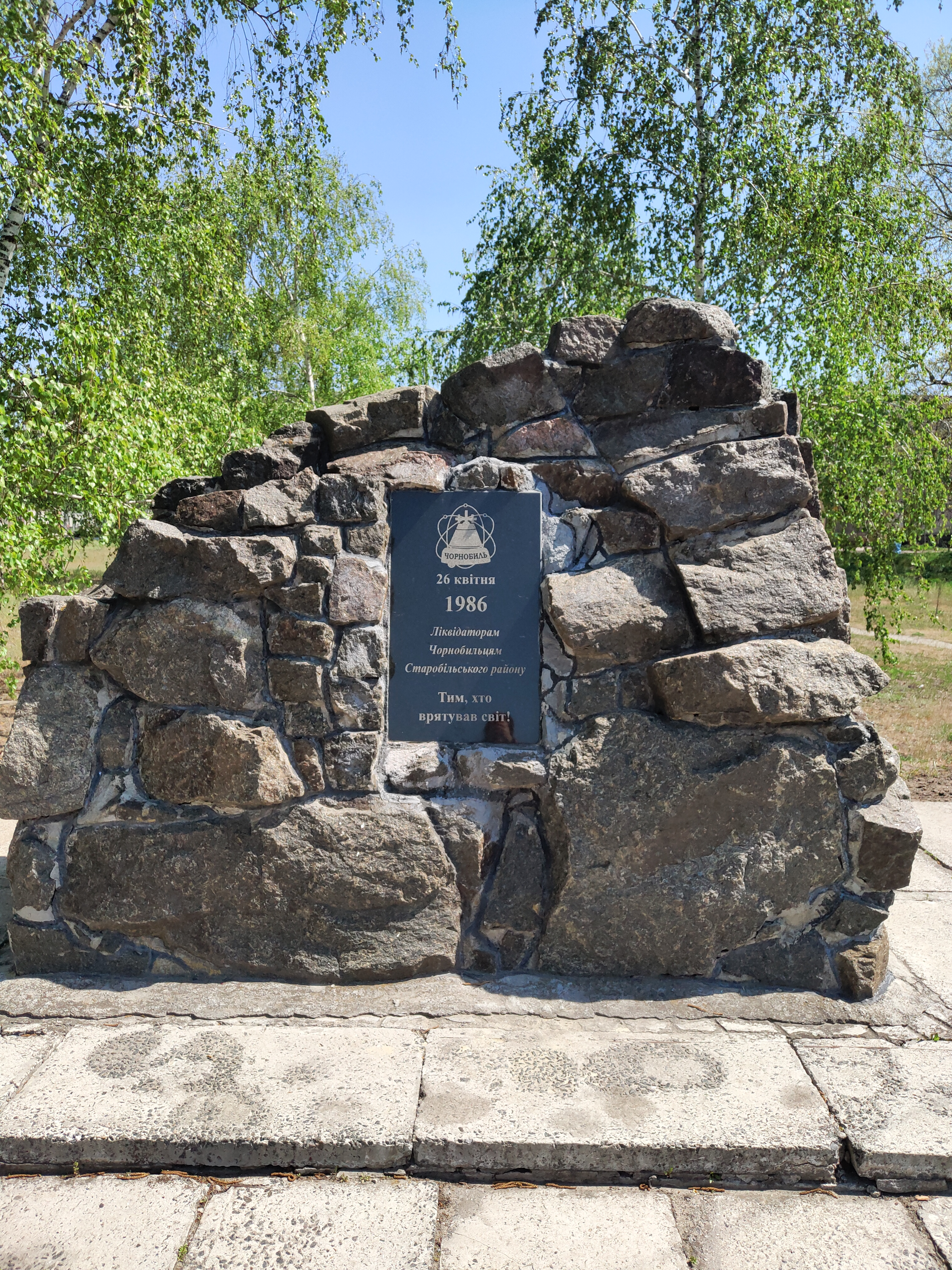
Пам'ятник учасникам ЧАЕС
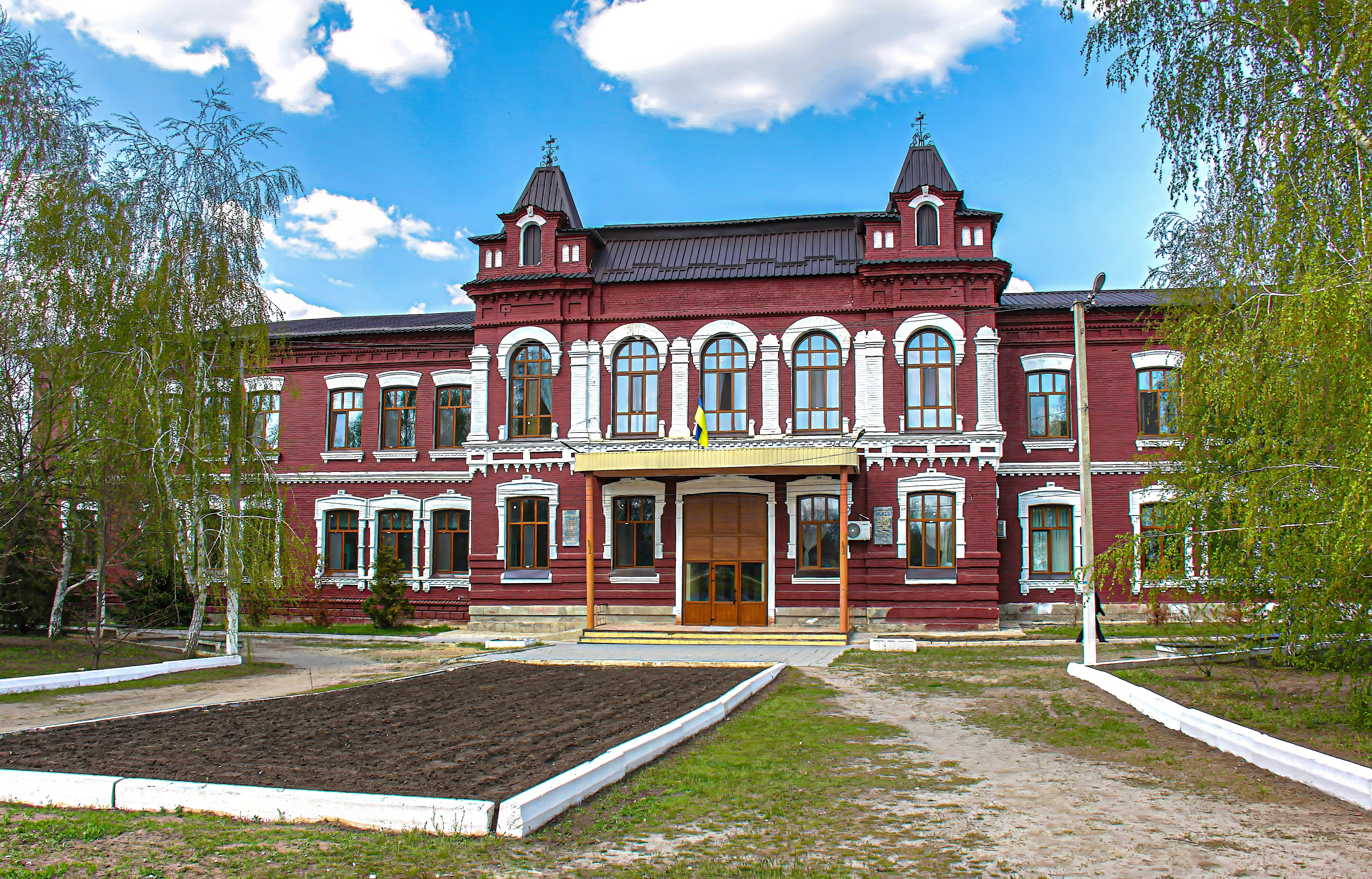
Учительский інститут (головний учбовий корпус)
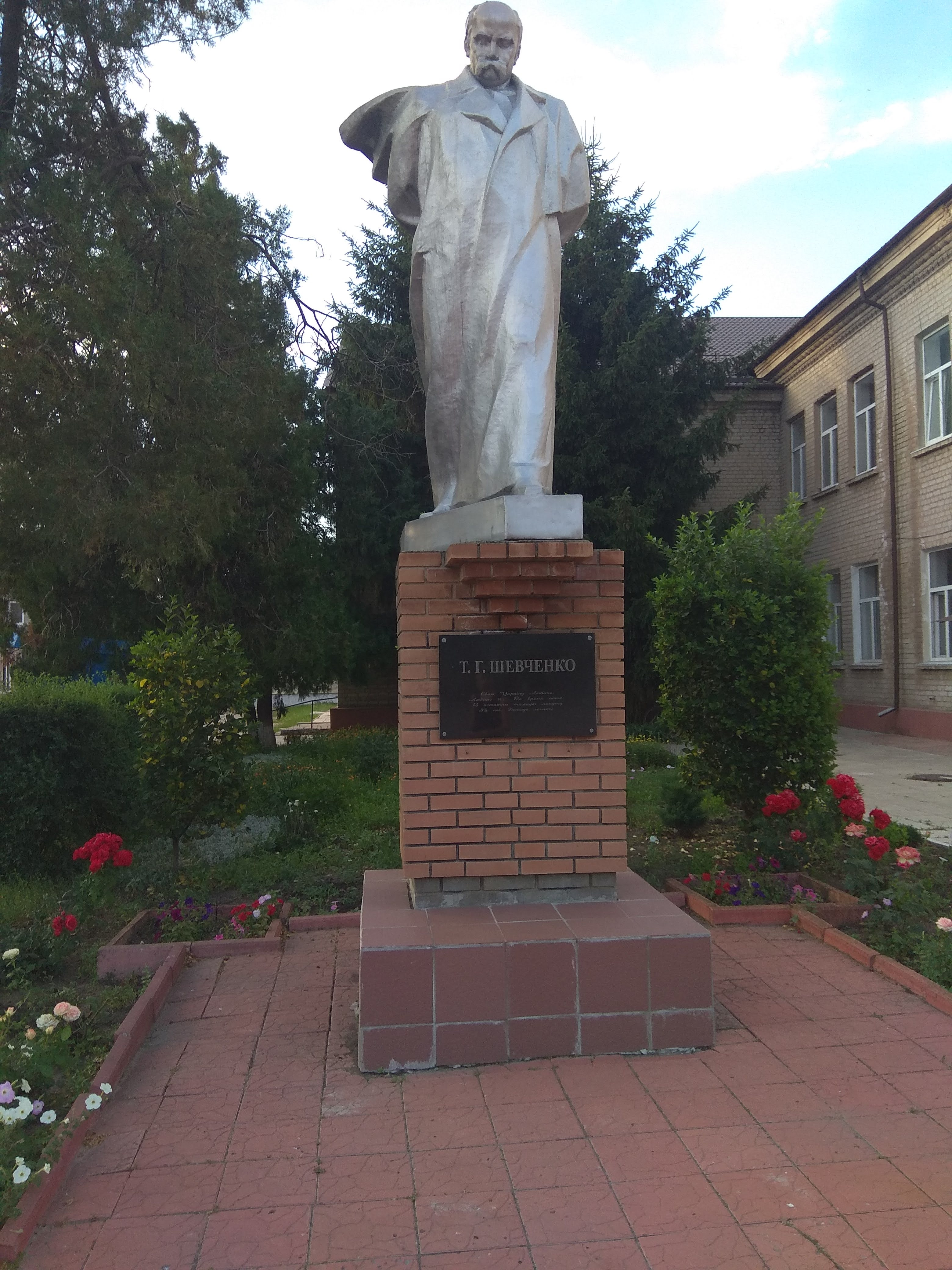
Пам'ятник Тарасу Шевченку
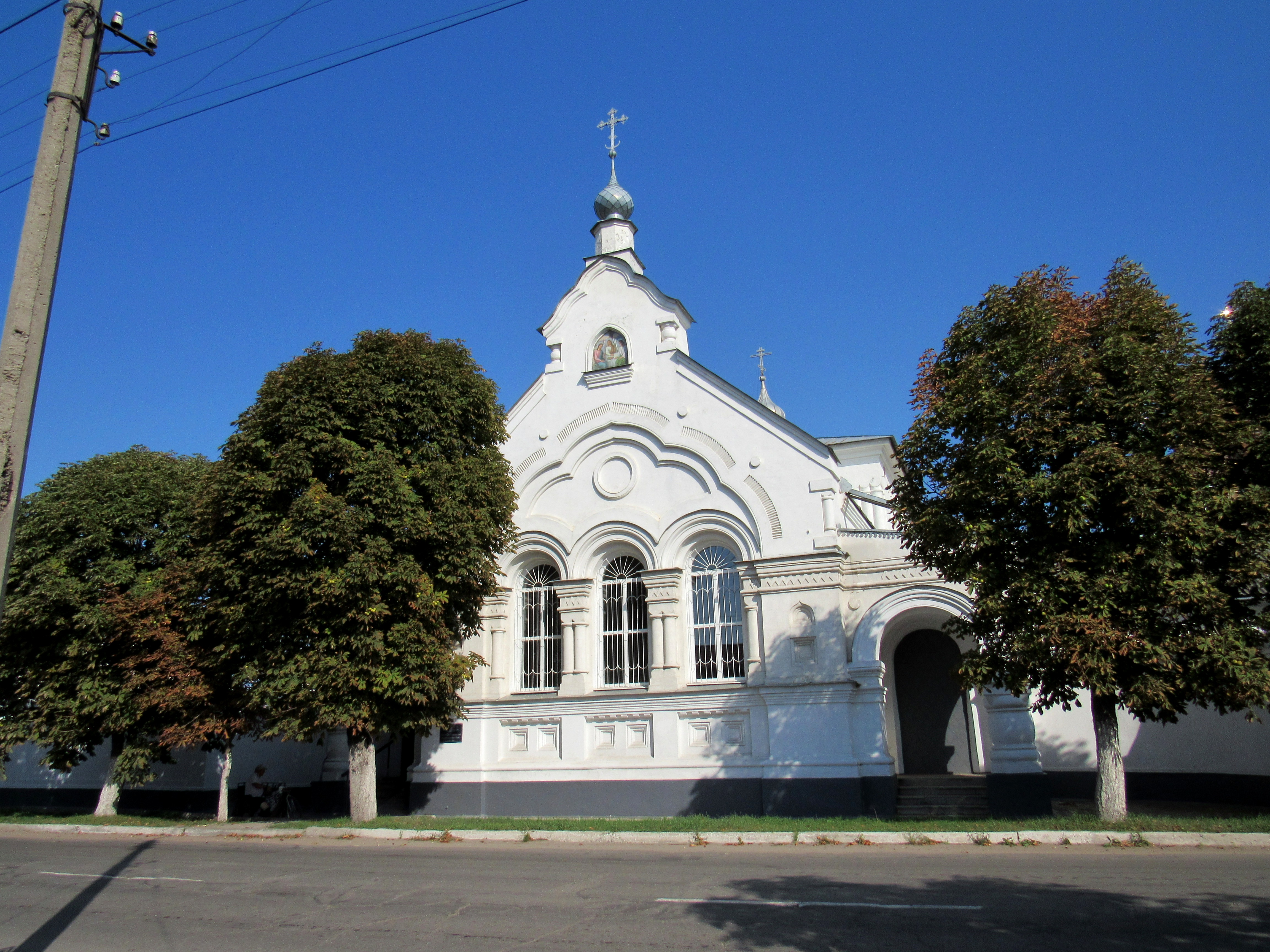
Старобільський жіночий монастир